# San Carlos de Bariloche

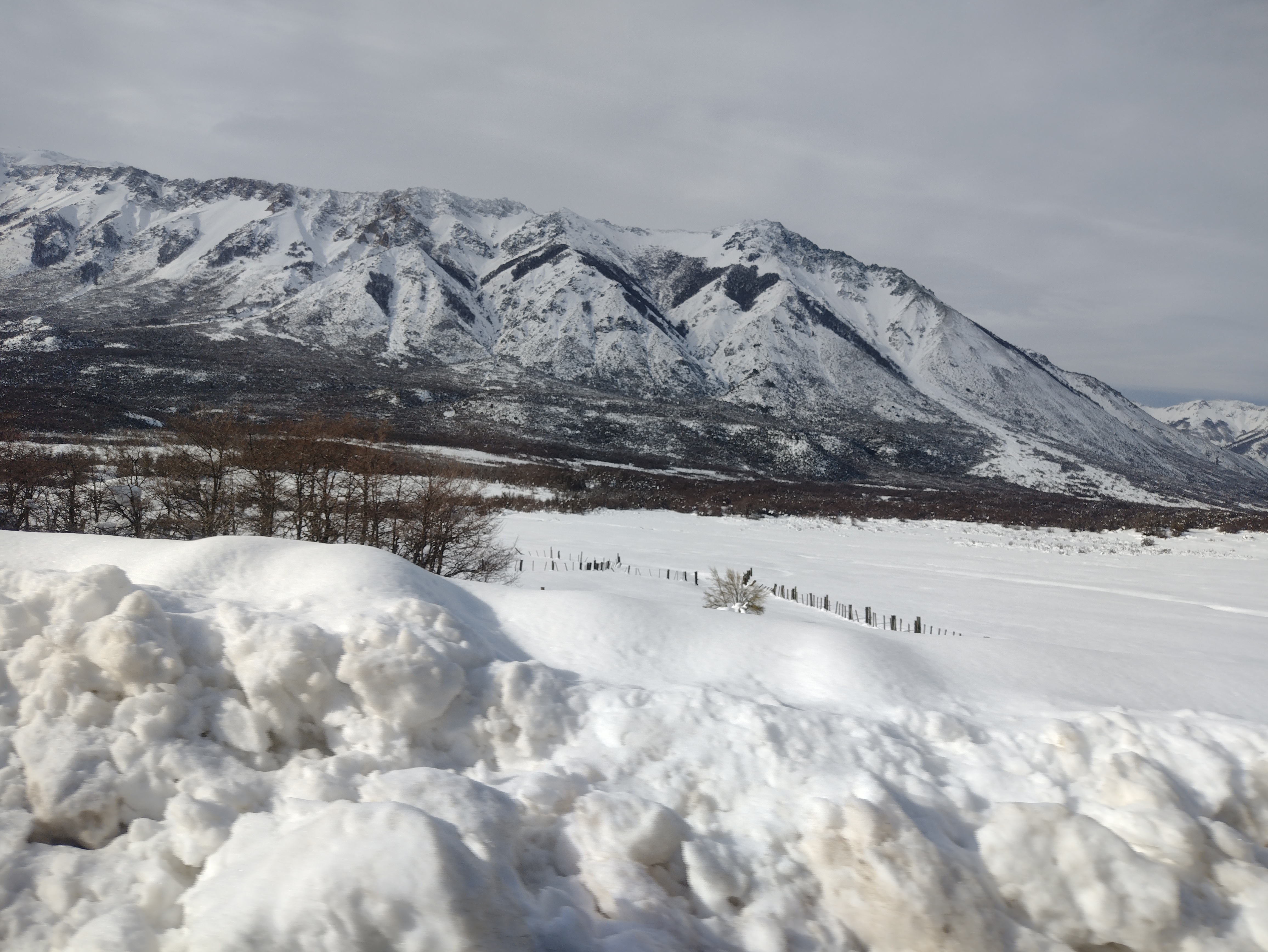
Ruta Nacional 40, camino a San Carlos de Bariloche. Nevada de invierno, julio 2022.

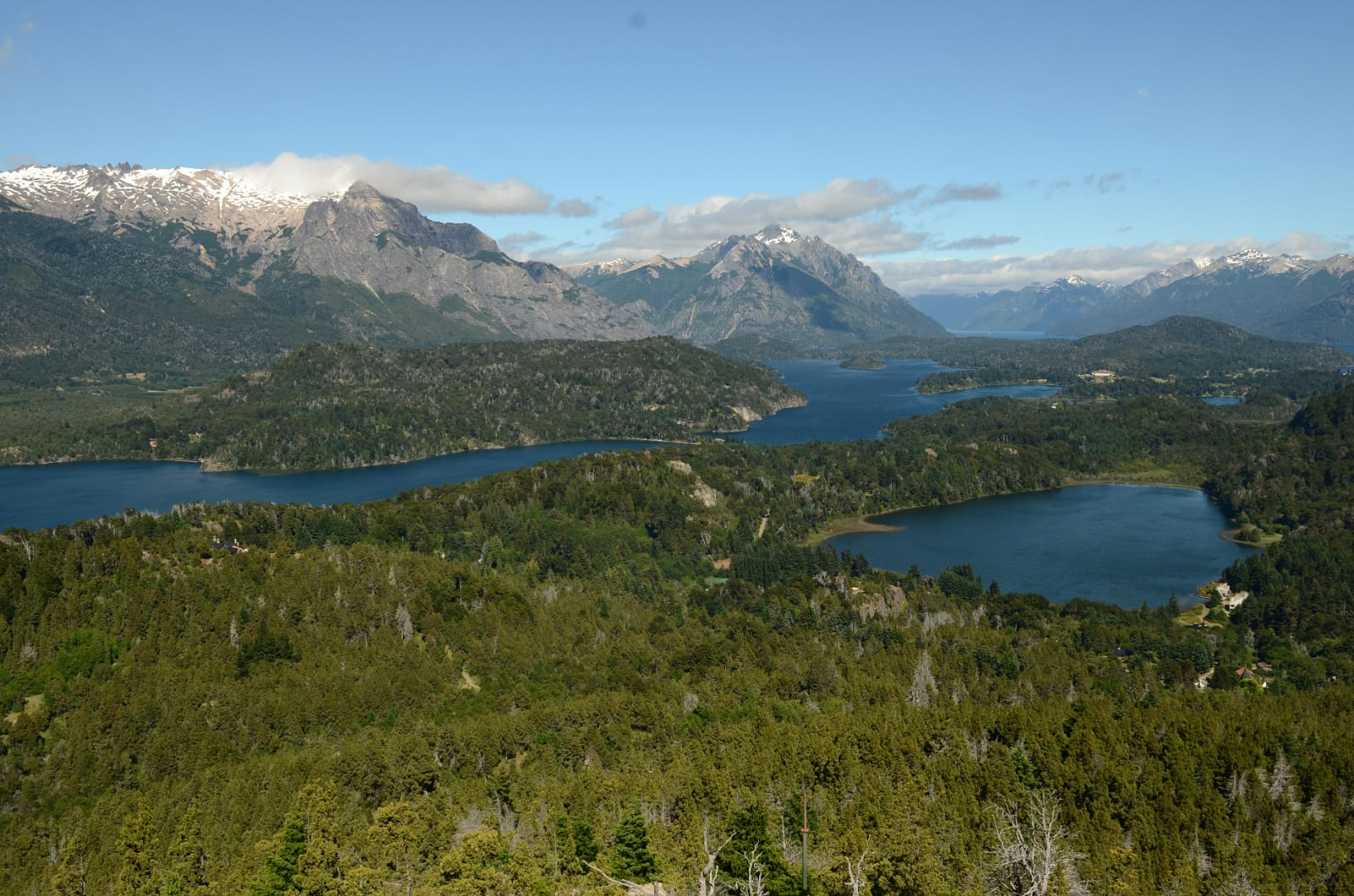
Vista del lago Nahuel Huapi, desde el Cerro Campanario.

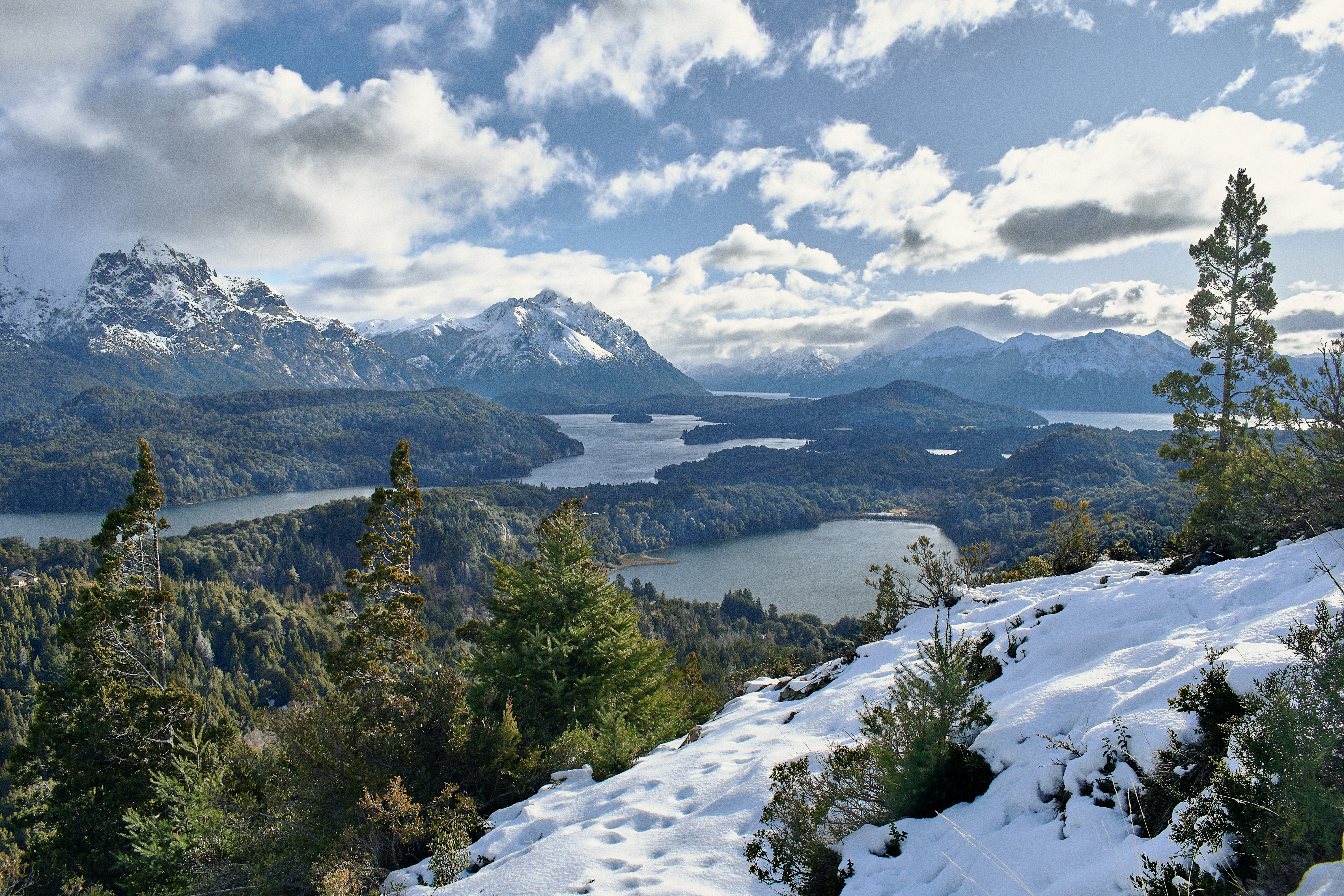
Paisaje característico de la ciudad desde el Cerro Campanario

San Carlos de Bariloche, conocida simplemente como Bariloche, es una ciudad Argentina, la cabecera del departamento de Bariloche y la más poblada de la provincia de Río Negro.
Bariloche es el destino más visitado de la Patagonia y uno de los destinos más visitados de la Argentina. Recibe alrededor de un millón de turistas anualmente, principalmente en temporada invernal, entre los que se destacan por su afluencia los provenientes de países de Europa y América. Es conocida por ser el destino principal del viaje de egresados secundarios en Argentina, Chile y Uruguay.
Es la ciudad argentina más poblada de los Andes Patagónicos. Está ubicada en el parque nacional Nahuel Huapi, en el suroeste de la provincia de Neuquén, junto a la cordillera de los Andes, en la ribera sur del lago Nahuel Huapi, a 832 km de Viedma, la capital de la provincia.
Sus reservas naturales, que incluyen lagos, bosques y montañas, y sus destacados centros de esquí son el principal atractivo. La ciudad ha sido considerada por algunas fuentes como el segundo destino de esquí a nivel mundial y el más grande de América del Sur. Está además en una zona donde se puede observar y estudiar al cóndor andino.
Es considerada como la segunda ciudad de mejor calidad de vida de la Argentina, tanto por su entorno natural, su diversidad de actividades económicas dinámicas y su seguridad.
Bariloche es además uno de los polos científicos y tecnológicos más importantes de América, encontrándose INVAP, empresa provincial de alta tecnología que diseña y construye reactores nucleares, radares y satélites, entre otros.
En noviembre de 2012 Bariloche fue nombrada «capital nacional del turismo aventura» bajo la Ley 26802 sancionada por el Congreso Nacional Argentino.

## Toponimia
El nombre de la ciudad, San Carlos de Bariloche, está compuesto de dos partes las cuales tienen cada una un origen diferente. Por un lado, «Bariloche» deriva de la palabra mapuche vuriloche, que significa «gente de atrás de la montaña», dado que así era como los mapuches al oeste de la cordillera denominaban a los poyas, una parcialidad de los indígenas puelches (gününa këna) originarios de la zona donde se encuentra la ciudad. Por otro lado, «San Carlos» surgió a partir de un error en una carta enviada por el Sr. Enrique Paterson Neil, pionero inglés en el Nahuel Huapi, a Carlos Wiederhold, comerciante chileno de origen alemán que se había instalado en el centro de lo que hoy es la ciudad, en 1895, en la cual el británico confundió el tratamiento de Don por el apócope San, quedando así el nombre de la ciudad.
Para fines del siglo XIX, la ciudad era conocida como San Carlos. Sin embargo, en 1909 se llamaba oficialmente Bariloche. Fue a partir de un decreto sancionado el 26 de julio de 1927 que la ciudad pasó a llamarse de manera oficial San Carlos de Bariloche.

## Historia

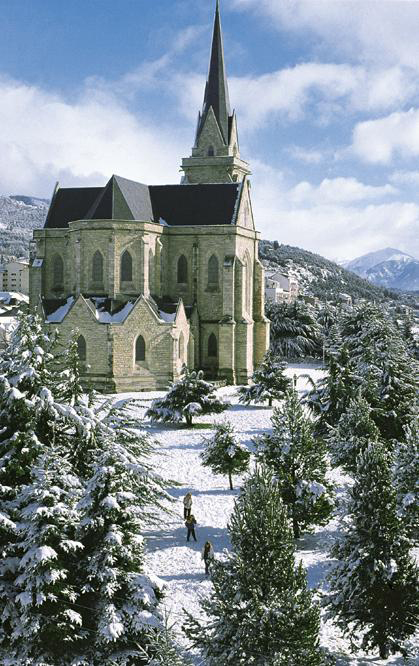
Catedral Nuestra Señora del Nahuel Huapi cubierta de nieve el 26 de junio de 2014.

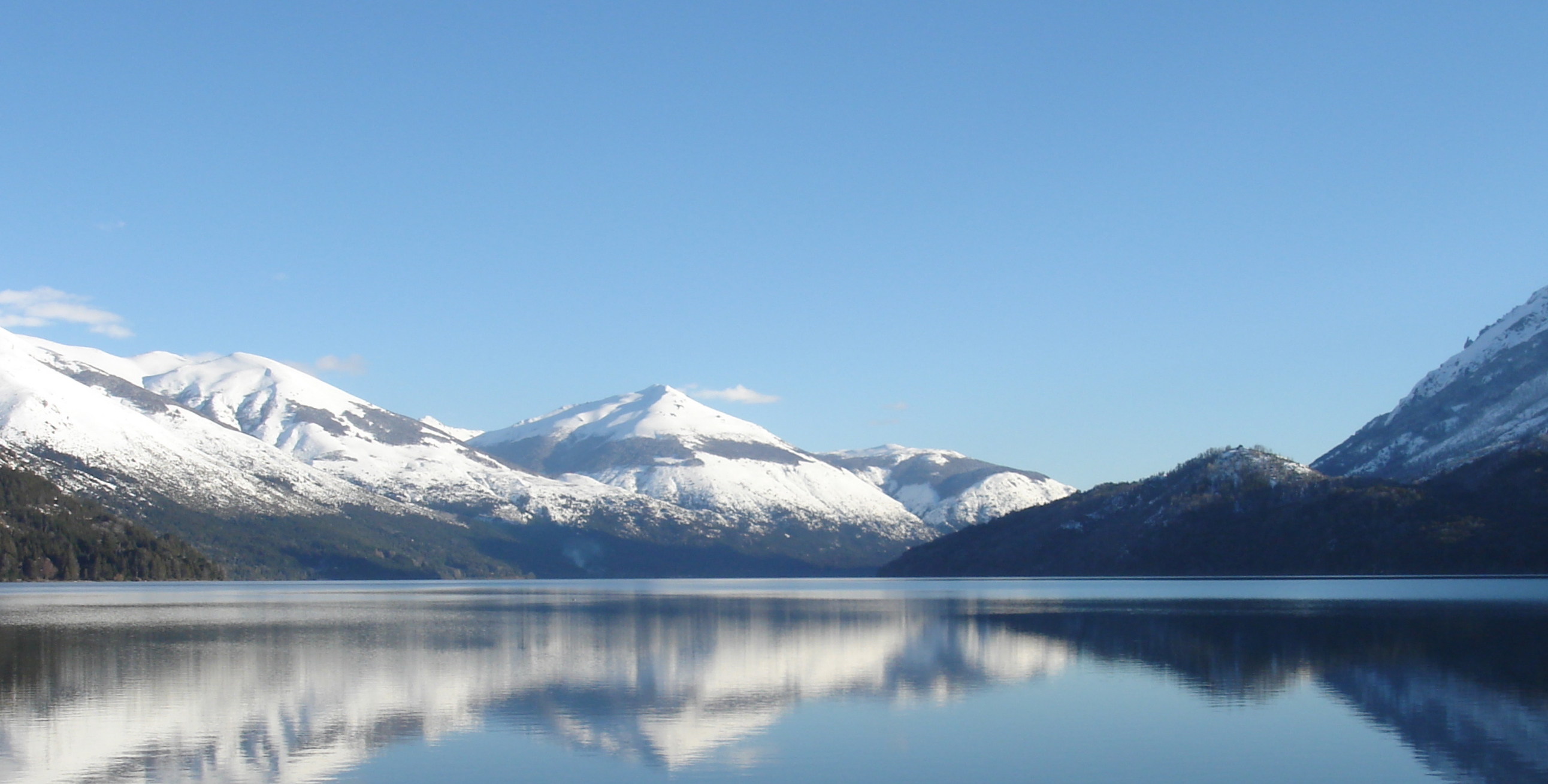
Lago Gutiérrez, ubicado en los alrededores de Bariloche.

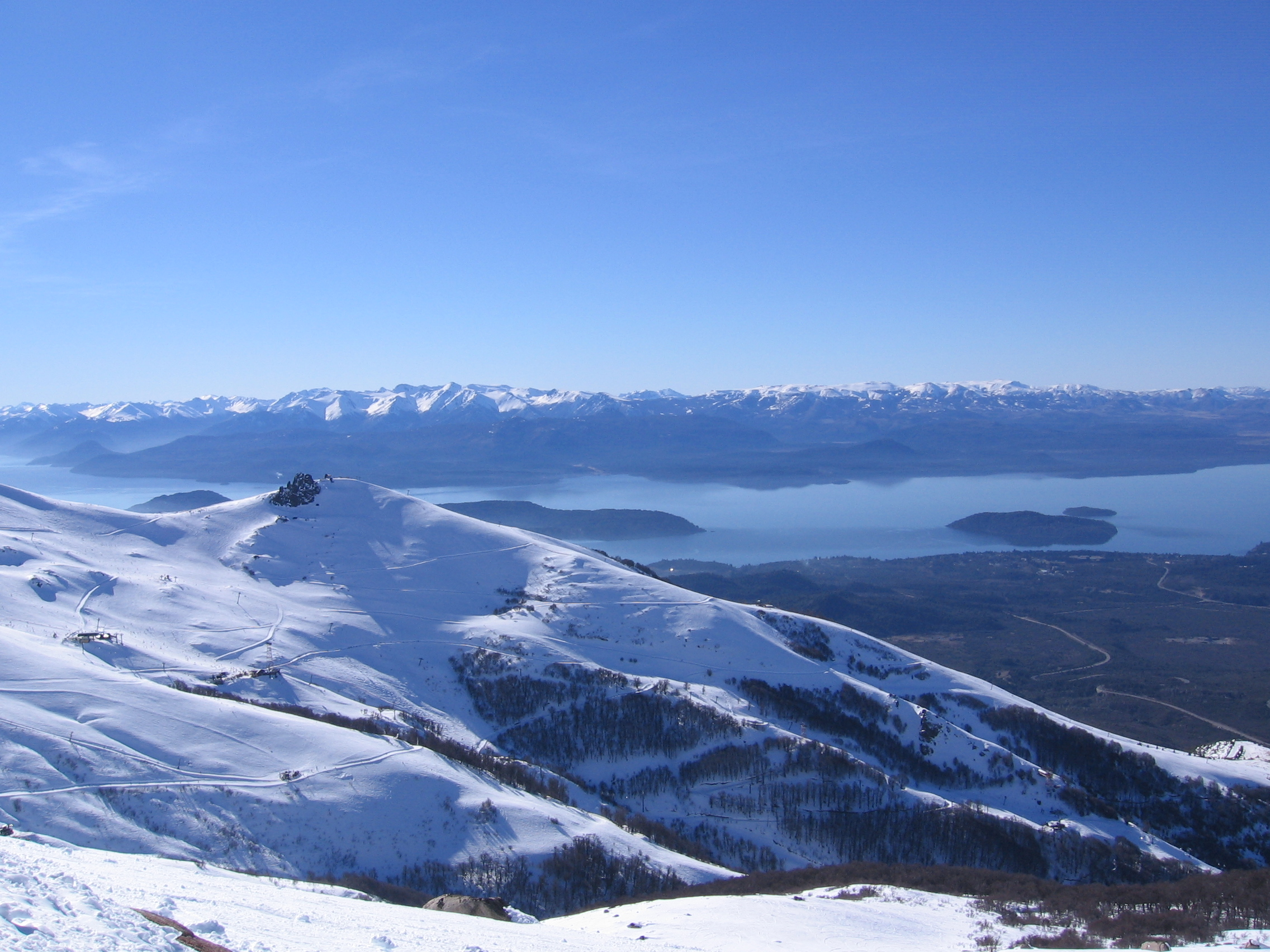
Una vista desde el Cerro Catedral.

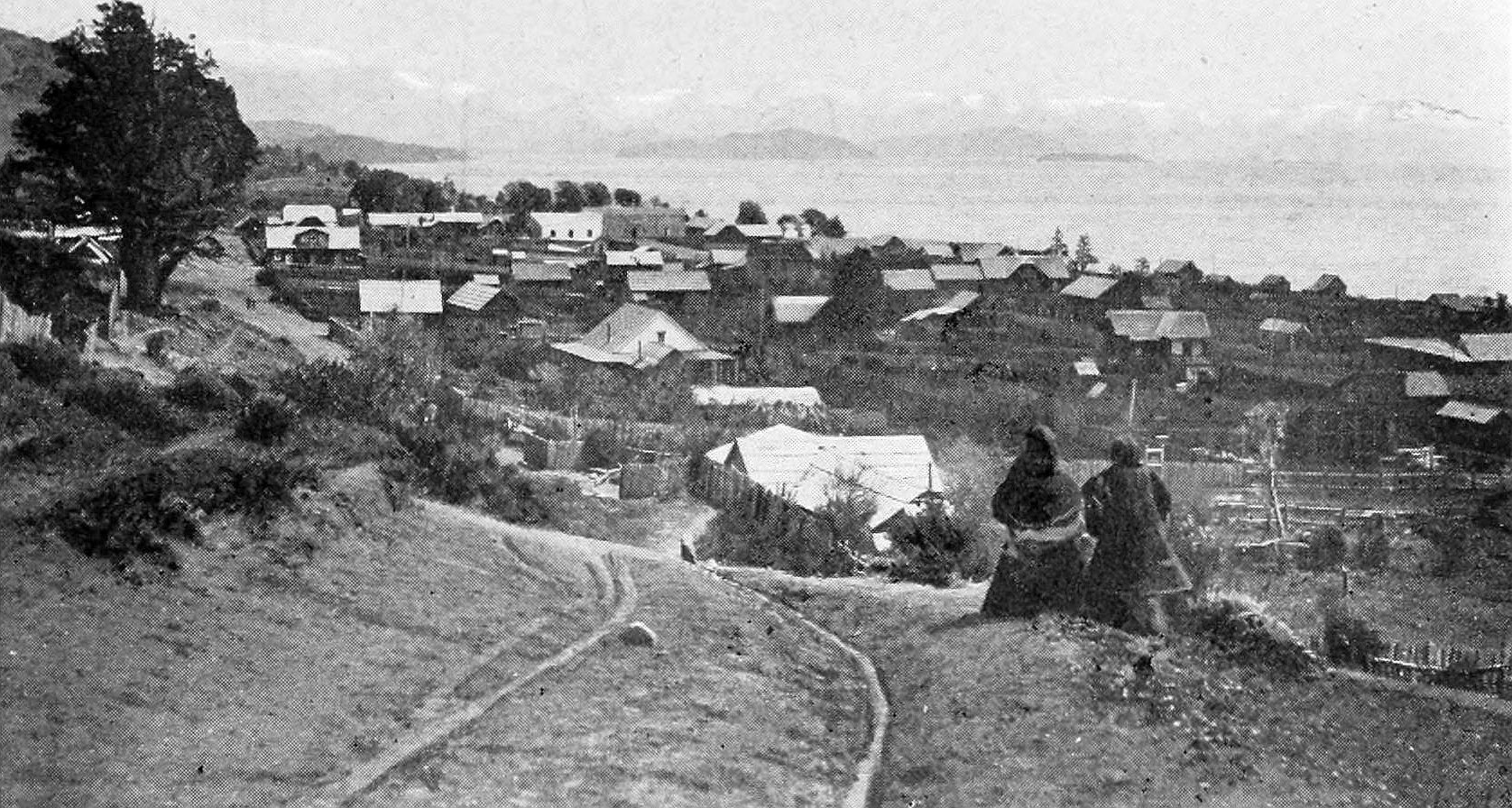
Bariloche, Argentina (1916).

Existen evidencias de la existencia de asentamientos indígenas en las riberas del Lago Nahuel Huapi, en la zona hoy ocupada por la ciudad de Bariloche, previos a la llegada de los expedicionarios y colonizadores blancos. Durante el neolítico, se produce la llegada de seres humanos a la región del Nahuel Huapi. El registro arqueológico e histórico habla de la presencia de tehuelches y puelches en la zona. Con el proceso de araucanización y principalmente desde el siglo XVII la cultura de estos grupos es fuertemente afectada por la de los mapuches, que incrementaron su presencia a partir del asentamiento de españoles en Chile.
Entre mediados del siglo XVII y comienzos del siglo XVIII, la zona fue objeto de viajes de misioneros provenientes de Chile, entre los que se cuentan los padres Diego de Rosales, Nicolás Mascardi, Felipe Laguna y Juan José Guillelmo. El primer argentino que llegó a la región desde el Atlántico es Francisco Pascasio Moreno, que entonces contaba con veintitrés años de edad; arribó el 22 de enero de 1876 e izó la bandera argentina en las orillas del Nahuel Huapi.
El 3 de abril de 1881 la primera brigada, al mando del teniente coronel Rufino Ortega, alcanzó el lago Nahuel Huapi como parte de las acciones desarrolladas por el Ejército Argentino en las campañas posteriores a la Conquista del Desierto realizadas por Conrado Villegas.
Hacia fines del siglo XIX, el mayor asentamiento se ubicaba en las nacientes del río Limay. El primer poblador no aborigen de la región fue el bohemio José Tauschek, quien llegó junto a su familia en 1892 proveniente de la zona del Volcán Osorno en Chile; sin embargo, un accidente sobre su balsa mientras navegaba el río le arrebató la vida apenas ocho años después. Para entonces, el poblador Carlos Wiederhold Piwonka (un colono chileno proveniente de la zona de Osorno, en Chile) ya tenía establecido un almacén en la zona que hoy ocupa la ciudad y desarrollaba una destacable actividad comercial con la zona aledaña de Chile, y en su honor, el Congreso Argentino le dio a esta ciudad el nombre oficial de San Carlos de Bariloche.
La ciudad fue fundada oficialmente el 3 de mayo de 1902, por decreto del  presidente de la nación Julio Argentino Roca. En 1909 tenía ya unos 1250 habitantes, telégrafo, correo y camino hasta Neuquén. De todas maneras, continuó dependiendo del comercio con Chile hasta la llegada del ferrocarril en 1934.
Entre los años 1901 y 1905 vivieron por la zona los famosos ladrones de trenes y bancos estadounidenses Sundance Kid y Butch Cassidy, que por esa época tenían una estancia en cercanías de Cholila en el territorio de Chubut. Luego, dejan la zona al enterarse de que los perseguía un detective de la famosa agencia Pinkerton. Los bandoleros dejan evidencia de su paso por la zona en los registros del almacén de ramos generales ubicado a la vera del río Limay en su naciente en el Nahuel Huapi. En el edificio, aun intacto, funciona actualmente un restaurante y parrilla, El Boliche Viejo, cuyos administradores conservan la impronta de los antiguos pobladores.
A principios del siglo XX, y especialmente antes de la llegada del ferrocarril, la ausencia de buenos caminos hacía muy dificultoso el abastecimiento del pueblo, sobre todo de productos frescos. Por ello se desarrollaron varias chacras que proveían de verduras, productos lácteos y carnes a la incipiente población, llegándose a sembrar campos con trigo en la zona de lo que hoy es el barrio Melipal y Colonia Suiza.
Desde comienzos del siglo XX, se reportan avistajes de lo que algunos interpretan sería una criatura que vive en el Lago Nahuel Huapi. La misma fue bautizada como Nahuelito, y la creencia popular es que sería un sobreviviente de la época de los dinosaurios. Durante la década de 1920, Clemente Onelli organizó una expedición en su búsqueda, la cual fue infructuosa.
Hacia 1913 se termina de construir la primera carretera para vehículos que permite conectar la ciudad con Buenos Aires, en un azaroso viaje que duraba varias jornadas. El expresidente estadounidense Theodore Roosevelt visita la zona en el mismo año. En 1922 se crea el parque nacional del Sud y su intendencia se establece en Bariloche. En 1934 este mismo parque se reordena a través de la ley de parques nacionales y es renombrado en parque nacional Nahuel Huapi.
A finales de la década de 1930, desde el gobierno federal se decide dar un impulso al desarrollo de esta parte de la Patagonia, y para ello a través de la Dirección de Parques Nacionales (DPN), dirigida por Exequiel Bustillo, se encara un nuevo proceso de urbanización que cambió profundamente la imagen de la ciudad. Con la creación de la Dirección de Parques Nacionales en 1934, aquel asentamiento de San Carlos de Bariloche se convirtió en el centro político indiscutible de esta nueva autoridad y en el punto de partida logístico de sus esfuerzos por abrirse y desarrollar la Patagonia norte mediante la expansión del parque nacional. Bariloche fue concebida por la DPN como la capital administrativa, económica y turística de la región.  Esto incluye la construcción de una serie de obras, dirigida por la DPN que son hoy emblemáticas de Bariloche. Especialmente se destacan el centro cívico y la iglesia catedral, como también el Hotel Llao Llao. El camino que lo vincula con Bariloche, a 25 kilómetros del centro, fue la primera ruta asfaltada de la Patagonia.
Es por esta época que comienza el interés por los deportes invernales, y se comienzan a explorar los cerros vecinos para desarrollar actividades de invierno. Las primeras actividades y competencia en esquí se desarrollan en el Cerro Otto, cuyas pendientes llegan hasta las estribaciones de la ciudad. En 1931 se funda el Club Andino Bariloche, que fomenta las actividades de montañismo en la zona.
Desde 1948 hasta 1952, se desarrolló en la isla Huemul el llamado Proyecto Huemul, que según el físico austríaco Ronald Richter podría controlar la reacción de fusión nuclear, pero este fracasó. Esta situación fue expuesta por una comisión investigadora liderada por el físico José Antonio Balseiro. Utilizando parte del equipamiento existente se crea en el año 1955 el «Instituto de Física de Bariloche» por un convenio entre la Comisión Nacional de Energía Atómica (CNEA) de la Argentina y la Universidad Nacional de Cuyo (UNCuyo), siendo su primer director el Dr. Balseiro. Asimismo se crea el Centro Atómico Bariloche utilizando unos cuarteles en desuso ubicados en el km 10 de la ruta al Llao Llao. En 1984 el instituto es rebautizado como Instituto Balseiro.
Durante el mes de mayo de 1960, la ciudad se vio afectada por el terremoto de Valdivia de 1960. Si bien se percibió el movimiento sísmico, los mayores efectos fueron producidos por una gigantesca ola que se generó en el Lago Nahuel Huapi y que impactó contra la costa frente a la ciudad. Dos personas que se encontraban en el embarcadero frente al centro cívico murieron, y el embarcadero de madera resultó muy dañado. En los días subsiguientes cayó sobre la ciudad ceniza producto de la erupción desencadenada en el volcán Puyehue.
Desde enero de 1963 y hasta el 31 de julio de 1963 el expresidente Arturo Frondizi, que fuera depuesto por un golpe militar, es retenido en el actual hotel Tunquelén, en la zona de Llao Llao. Durante su detención Frondizi recibe la visita de numerosos amigos y periodistas, y disfruta de caminatas por las zonas aledañas al hotel adentrándose en los senderos de la península Llao Llao y Villa Tacul. Asimismo, dedicó su tiempo a numerosos escritos, entre otros el libro Breve historia de un yanquee que proyectó industrializar la Patagonia, 1911-1914: Bailey Willis y la segunda conquista del desierto, en el que rescata los planes del Ministro Ezequiel Ramos Mexía y del geólogo estadounidense Willis “para hacer de Bariloche y su área circundante un enclave industrial atravesado por un ramal ferrocatero que uniera las costas atlántica y pacífica”.
A comienzos de la década de 1970, la ciudad comenzó un sostenido período de crecimiento, en parte impulsado por la construcción del camino asfaltado que conectó a Bariloche con Buenos Aires. Hoy la principal vía de abastecimiento de la ciudad es mediante transporte terrestre.
El 28 de julio de 1970 tuvo lugar el Barilochazo. Ese día los ciudadanos locales lograron imponer su voluntad por sobre la del por entonces gobernador Roberto Requeijo, quien quería poner a Robespierre Panebianco, desconocido por los locales, como intendente de la ciudad.
En 1976, a partir del grupo de «investigación aplicada» del Centro Atómico Bariloche, se crea la empresa INVAP, dedicada al desarrollo de proyectos de base tecnológica como reactores nucleares, satélites espaciales y radares entre otros.

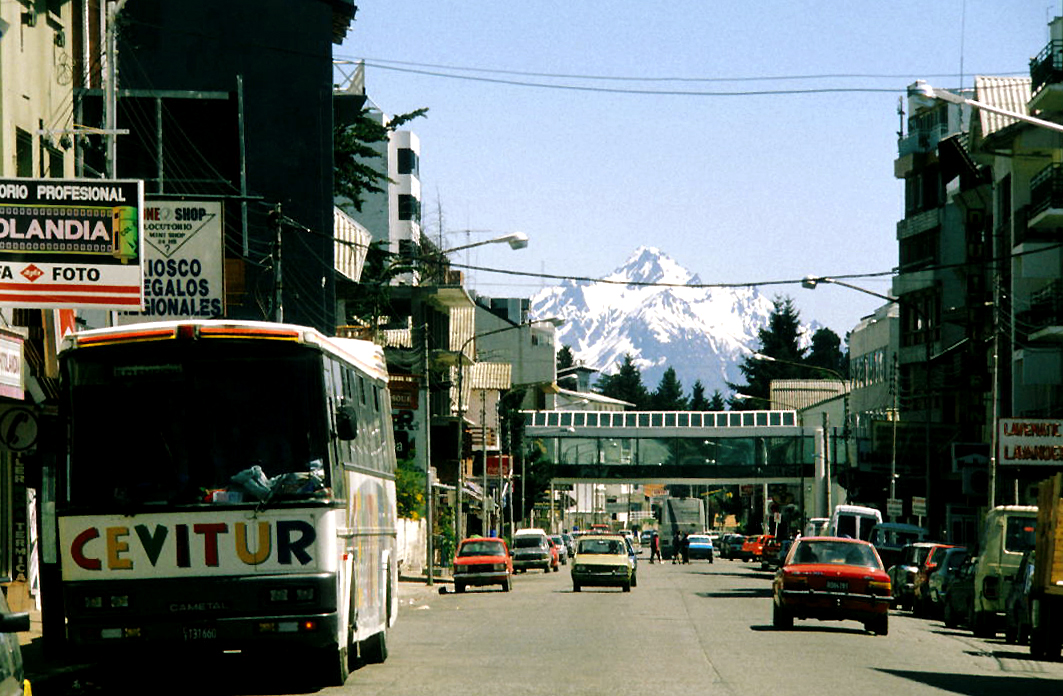
Bariloche a mediados de la década de 1990

En 1994, el criminal de guerra nazi Erich Priebke fue detenido en la ciudad, en la cual vivía desde el final de la Segunda Guerra Mundial.
En 1995, la Quinta Cumbre Iberoamericana de jefes de Estado y de Gobierno de los 21 países miembros se realizó entre los días 16 y 17 de octubre. El tema principal fue la educación como factor de cohesión de la Comunidad Iberoamericana y como elemento esencial de la política social y del desarrollo económico. En este sentido, se trató sobre la situación de programas de educación en curso y se aprobaron nuevos programas de educación.[cita requerida]
En junio de 2011, las cenizas del Volcán Puyehue cubrieron por completo a Bariloche, y los vecinos, solidarios, decidieron levantar las cenizas con palas, escobas, carretillas y rastrillos.

## Geografía

### Clima
El clima de Bariloche es mediterráneo oceánico (Csb en la clasificación climática de Köppen), con lluvias invernales abundantes en forma de nevadas, temperaturas frías, una escasa amplitud térmica anual y una alta amplitud diaria. Sin embargo, en verano suelen alcanzarse los 35 °C y en invierno hasta -25,4 °C. Los veranos son secos, suaves y cortos, con precipitaciones concentradas en el invierno que son en forma de lluvia, cellisca y nevada.
El clima está influenciado en gran medida por los vientos que soplan en forma prácticamente constante desde el oeste. Estos vientos húmedos provenientes del océano Pacífico a su paso por la cordillera de los Andes, depositan su humedad en una franja montañosa que se extiende hasta unos 30 a 40 km al este. Durante los meses de mayo y de junio se producen las mayores lluvias, que alcanzan promedios mensuales de unos 130 mm. El mes de noviembre se destaca por los fuertes vientos, que pueden tener ráfagas de hasta 100 km/h.
El 16 de julio de 2017 la ciudad de San Carlos de Bariloche registró a las 4:22 de la madrugada la temperatura mínima más baja de su historia, con una marca absoluta de -25,4 °C, y una sensación térmica de -29 °C, récord histórico absoluto.
| Parámetros climáticos promedio de Aeropuerto Internacional Teniente Luis Candelaria (1951–2024) | Parámetros climáticos promedio de Aeropuerto Internacional Teniente Luis Candelaria (1951–2024) | Parámetros climáticos promedio de Aeropuerto Internacional Teniente Luis Candelaria (1951–2024) | Parámetros climáticos promedio de Aeropuerto Internacional Teniente Luis Candelaria (1951–2024) | Parámetros climáticos promedio de Aeropuerto Internacional Teniente Luis Candelaria (1951–2024) | Parámetros climáticos promedio de Aeropuerto Internacional Teniente Luis Candelaria (1951–2024) | Parámetros climáticos promedio de Aeropuerto Internacional Teniente Luis Candelaria (1951–2024) | Parámetros climáticos promedio de Aeropuerto Internacional Teniente Luis Candelaria (1951–2024) | Parámetros climáticos promedio de Aeropuerto Internacional Teniente Luis Candelaria (1951–2024) | Parámetros climáticos promedio de Aeropuerto Internacional Teniente Luis Candelaria (1951–2024) | Parámetros climáticos promedio de Aeropuerto Internacional Teniente Luis Candelaria (1951–2024) | Parámetros climáticos promedio de Aeropuerto Internacional Teniente Luis Candelaria (1951–2024) | Parámetros climáticos promedio de Aeropuerto Internacional Teniente Luis Candelaria (1951–2024) | Parámetros climáticos promedio de Aeropuerto Internacional Teniente Luis Candelaria (1951–2024) |
| Mes                                                                                             | Ene.                                                                                            | Feb.                                                                                            | Mar.                                                                                            | Abr.                                                                                            | May.                                                                                            | Jun.                                                                                            | Jul.                                                                                            | Ago.                                                                                            | Sep.                                                                                            | Oct.                                                                                            | Nov.                                                                                            | Dic.                                                                                            | Anual                                                                                           |
| ----------------------------------------------------------------------------------------------- | ----------------------------------------------------------------------------------------------- | ----------------------------------------------------------------------------------------------- | ----------------------------------------------------------------------------------------------- | ----------------------------------------------------------------------------------------------- | ----------------------------------------------------------------------------------------------- | ----------------------------------------------------------------------------------------------- | ----------------------------------------------------------------------------------------------- | ----------------------------------------------------------------------------------------------- | ----------------------------------------------------------------------------------------------- | ----------------------------------------------------------------------------------------------- | ----------------------------------------------------------------------------------------------- | ----------------------------------------------------------------------------------------------- | ----------------------------------------------------------------------------------------------- |
| Temp. máx. abs. (°C)                                                                            | 36.4                                                                                            | 34.0                                                                                            | 31.7                                                                                            | 25.8                                                                                            | 20.5                                                                                            | 19.4                                                                                            | 16.7                                                                                            | 19.6                                                                                            | 22.0                                                                                            | 28.5                                                                                            | 31.5                                                                                            | 32.7                                                                                            | 36.4                                                                                            |
| Temp. máx. media (°C)                                                                           | 21.4                                                                                            | 21.7                                                                                            | 19.0                                                                                            | 14.8                                                                                            | 10.2                                                                                            | 6.8                                                                                             | 6.4                                                                                             | 7.8                                                                                             | 10.6                                                                                            | 13.9                                                                                            | 17.3                                                                                            | 19.7                                                                                            | 14.1                                                                                            |
| Temp. media (°C)                                                                                | 14.4                                                                                            | 14.0                                                                                            | 11.5                                                                                            | 7.7                                                                                             | 5.2                                                                                             | 2.7                                                                                             | 2.2                                                                                             | 2.9                                                                                             | 4.7                                                                                             | 7.6                                                                                             | 10.7                                                                                            | 13.1                                                                                            | 8.1                                                                                             |
| Temp. mín. media (°C)                                                                           | 6.5                                                                                             | 5.9                                                                                             | 4.3                                                                                             | 1.8                                                                                             | 0.7                                                                                             | -0.9                                                                                            | −1.3                                                                                            | -1.0                                                                                            | 0.3                                                                                             | 1.3                                                                                             | 3.7                                                                                             | 5.9                                                                                             | 2.3                                                                                             |
| Temp. mín. abs. (°C)                                                                            | -5.7                                                                                            | -6.9                                                                                            | -10.0                                                                                           | -11.1                                                                                           | -11.4                                                                                           | -21.1                                                                                           | -25.4                                                                                           | -16.7                                                                                           | -17.3                                                                                           | -10.7                                                                                           | -7.0                                                                                            | -8.5                                                                                            | -25.4                                                                                           |
| Precipitación total (mm)                                                                        | 24.3                                                                                            | 19.7                                                                                            | 28.6                                                                                            | 52.8                                                                                            | 130.5                                                                                           | 126.9                                                                                           | 140.2                                                                                           | 115.3                                                                                           | 56.1                                                                                            | 34.7                                                                                            | 23.1                                                                                            | 30.4                                                                                            | 782.6                                                                                           |
| Lluvias (mm)                                                                                    | 24.3                                                                                            | 19.2                                                                                            | 28.6                                                                                            | 49.4                                                                                            | 123.5                                                                                           | 94.5                                                                                            | 98.5                                                                                            | 92.4                                                                                            | 49.9                                                                                            | 28.9                                                                                            | 22.9                                                                                            | 30.4                                                                                            | 662.5                                                                                           |
| Nevadas (cm)                                                                                    | 0.0                                                                                             | 0.5                                                                                             | 0.0                                                                                             | 3.4                                                                                             | 7.0                                                                                             | 32.4                                                                                            | 41.7                                                                                            | 22.9                                                                                            | 6.2                                                                                             | 5.8                                                                                             | 0.2                                                                                             | 0.0                                                                                             | 120.1                                                                                           |
| Días de lluvias (≥ 1 mm)                                                                        | 5.0                                                                                             | 4.3                                                                                             | 5.9                                                                                             | 7.9                                                                                             | 14.5                                                                                            | 13.9                                                                                            | 14.8                                                                                            | 13.4                                                                                            | 10.0                                                                                            | 6.9                                                                                             | 5.4                                                                                             | 5.0                                                                                             | 107.0                                                                                           |
| Días de nevadas (≥ 1 mm)                                                                        | 0.0                                                                                             | 0.1                                                                                             | 0.0                                                                                             | 0.5                                                                                             | 1.3                                                                                             | 5.1                                                                                             | 5.9                                                                                             | 4.4                                                                                             | 2.0                                                                                             | 1.6                                                                                             | 0.3                                                                                             | 0.1                                                                                             | 21.3                                                                                            |
| Horas de sol                                                                                    | 347.2                                                                                           | 277.2                                                                                           | 251.1                                                                                           | 186.0                                                                                           | 136.4                                                                                           | 111.0                                                                                           | 117.8                                                                                           | 155.0                                                                                           | 192.0                                                                                           | 251.1                                                                                           | 309.0                                                                                           | 334.8                                                                                           | 2668.6                                                                                          |
| Humedad relativa (%)                                                                            | 60                                                                                              | 62                                                                                              | 67                                                                                              | 74                                                                                              | 81                                                                                              | 84                                                                                              | 84                                                                                              | 81                                                                                              | 75                                                                                              | 68                                                                                              | 63                                                                                              | 61                                                                                              | 72                                                                                              |
| Fuente n.º 1: Instituto Nacional de Tecnología Agropecuaria                                     |                                                                                                 |                                                                                                 |                                                                                                 |                                                                                                 |                                                                                                 |                                                                                                 |                                                                                                 |                                                                                                 |                                                                                                 |                                                                                                 |                                                                                                 |                                                                                                 |                                                                                                 |
| Fuente n.º 2: NOAA (horas de sol y humedad 1961–1990)                                           |                                                                                                 |                                                                                                 |                                                                                                 |                                                                                                 |                                                                                                 |                                                                                                 |                                                                                                 |                                                                                                 |                                                                                                 |                                                                                                 |                                                                                                 |                                                                                                 |                                                                                                 |

| Parámetros climáticos promedio de San Carlos de Bariloche (ciudad) 1951–2017 | Parámetros climáticos promedio de San Carlos de Bariloche (ciudad) 1951–2017 | Parámetros climáticos promedio de San Carlos de Bariloche (ciudad) 1951–2017 | Parámetros climáticos promedio de San Carlos de Bariloche (ciudad) 1951–2017 | Parámetros climáticos promedio de San Carlos de Bariloche (ciudad) 1951–2017 | Parámetros climáticos promedio de San Carlos de Bariloche (ciudad) 1951–2017 | Parámetros climáticos promedio de San Carlos de Bariloche (ciudad) 1951–2017 | Parámetros climáticos promedio de San Carlos de Bariloche (ciudad) 1951–2017 | Parámetros climáticos promedio de San Carlos de Bariloche (ciudad) 1951–2017 | Parámetros climáticos promedio de San Carlos de Bariloche (ciudad) 1951–2017 | Parámetros climáticos promedio de San Carlos de Bariloche (ciudad) 1951–2017 | Parámetros climáticos promedio de San Carlos de Bariloche (ciudad) 1951–2017 | Parámetros climáticos promedio de San Carlos de Bariloche (ciudad) 1951–2017 | Parámetros climáticos promedio de San Carlos de Bariloche (ciudad) 1951–2017 |
| Mes                                                                          | Ene.                                                                         | Feb.                                                                         | Mar.                                                                         | Abr.                                                                         | May.                                                                         | Jun.                                                                         | Jul.                                                                         | Ago.                                                                         | Sep.                                                                         | Oct.                                                                         | Nov.                                                                         | Dic.                                                                         | Anual                                                                        |
| ---------------------------------------------------------------------------- | ---------------------------------------------------------------------------- | ---------------------------------------------------------------------------- | ---------------------------------------------------------------------------- | ---------------------------------------------------------------------------- | ---------------------------------------------------------------------------- | ---------------------------------------------------------------------------- | ---------------------------------------------------------------------------- | ---------------------------------------------------------------------------- | ---------------------------------------------------------------------------- | ---------------------------------------------------------------------------- | ---------------------------------------------------------------------------- | ---------------------------------------------------------------------------- | ---------------------------------------------------------------------------- |
| Temp. máx. abs. (°C)                                                         | 35.3                                                                         | 35.5                                                                         | 30.0                                                                         | 24.7                                                                         | 22.7                                                                         | 19.0                                                                         | 18.0                                                                         | 19.1                                                                         | 22.5                                                                         | 27.2                                                                         | 32.0                                                                         | 33.5                                                                         | 35.5                                                                         |
| Temp. máx. media (°C)                                                        | 20.8                                                                         | 20.6                                                                         | 17.8                                                                         | 13.9                                                                         | 9.9                                                                          | 6.9                                                                          | 6.5                                                                          | 7.8                                                                          | 10.3                                                                         | 13.8                                                                         | 15.4                                                                         | 18.1                                                                         | 13.5                                                                         |
| Temp. media (°C)                                                             | 14.4                                                                         | 14.2                                                                         | 11.8                                                                         | 8.7                                                                          | 5.7                                                                          | 3.7                                                                          | 3.0                                                                          | 3.6                                                                          | 5.4                                                                          | 8.2                                                                          | 10.2                                                                         | 12.2                                                                         | 8.4                                                                          |
| Temp. mín. media (°C)                                                        | 8.2                                                                          | 8.1                                                                          | 6.3                                                                          | 4.0                                                                          | 2.1                                                                          | 0.5                                                                          | −0.3                                                                         | 0.0                                                                          | 1.1                                                                          | 3.0                                                                          | 4.8                                                                          | 6.6                                                                          | 3.7                                                                          |
| Temp. mín. abs. (°C)                                                         | -0.1                                                                         | -0.7                                                                         | -4.0                                                                         | -7.8                                                                         | -7.8                                                                         | -18.0                                                                        | -11.8                                                                        | -10.9                                                                        | -7.8                                                                         | -5.6                                                                         | -4.7                                                                         | -0.6                                                                         | -18.0                                                                        |
| Precipitación total (mm)                                                     | 31.2                                                                         | 29.3                                                                         | 61.7                                                                         | 82.2                                                                         | 173.4                                                                        | 200.8                                                                        | 167.8                                                                        | 129.0                                                                        | 83.1                                                                         | 43.0                                                                         | 51.9                                                                         | 43.1                                                                         | 1096.5                                                                       |
| Humedad relativa (%)                                                         | 62                                                                           | 64                                                                           | 67                                                                           | 73                                                                           | 80                                                                           | 82                                                                           | 81                                                                           | 78                                                                           | 72                                                                           | 68                                                                           | 67                                                                           | 65                                                                           | 72                                                                           |
| Fuente n.º 1: Instituto Nacional de Tecnología Agropecuaria                  |                                                                              |                                                                              |                                                                              |                                                                              |                                                                              |                                                                              |                                                                              |                                                                              |                                                                              |                                                                              |                                                                              |                                                                              |                                                                              |
| Fuente n.º 2: Secretaría de Minería (extremos 1951–2017)                     |                                                                              |                                                                              |                                                                              |                                                                              |                                                                              |                                                                              |                                                                              |                                                                              |                                                                              |                                                                              |                                                                              |                                                                              |                                                                              |

### Flora

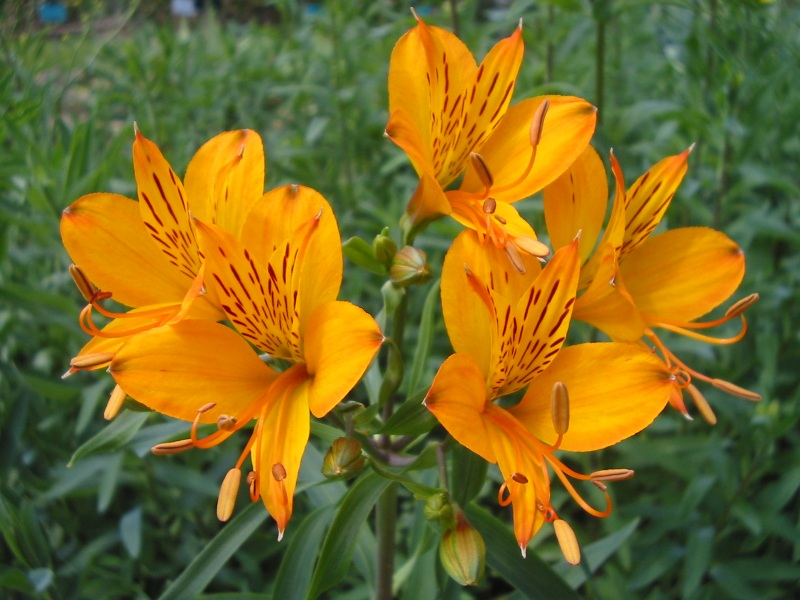
Flores de amancay.

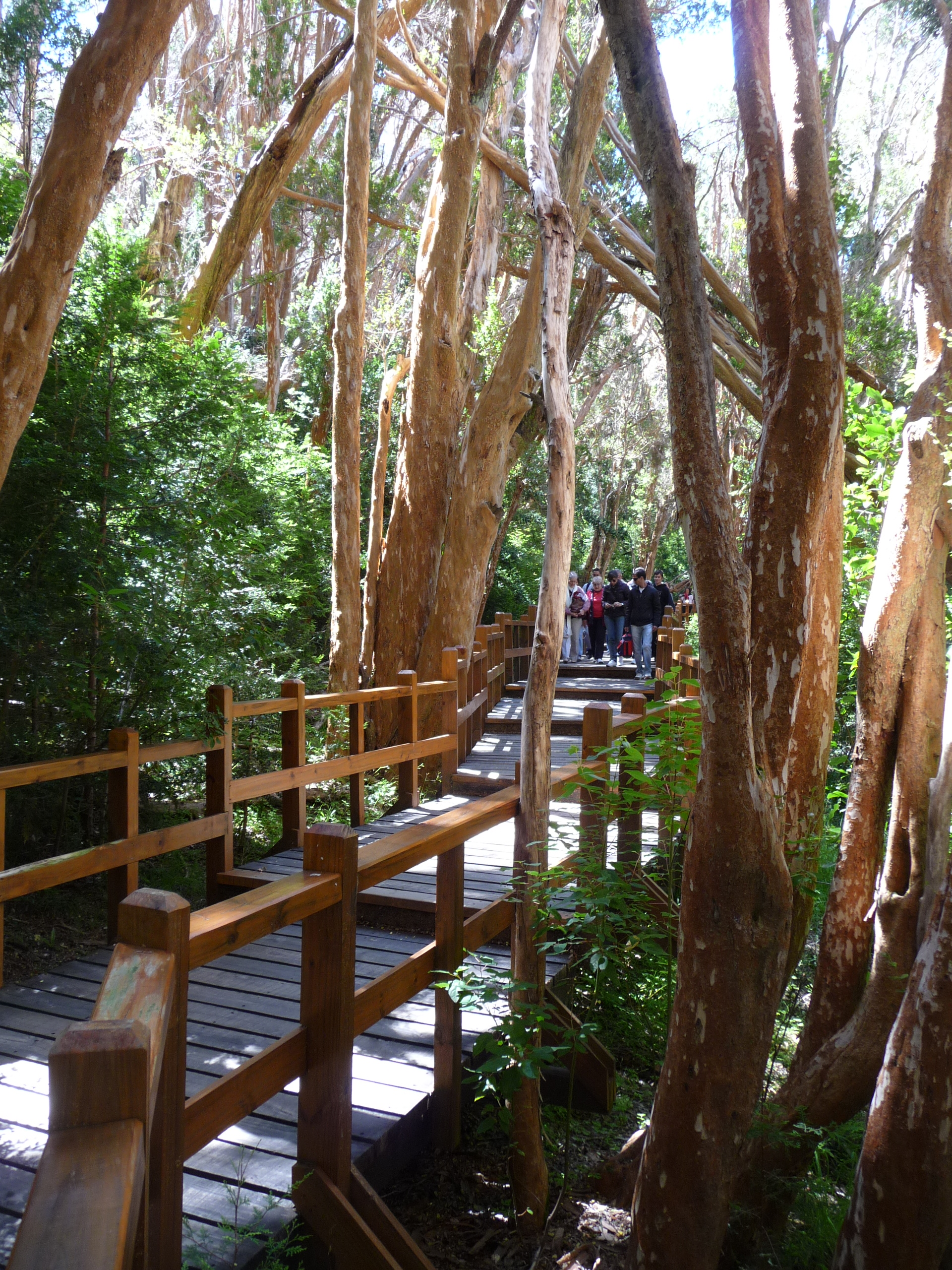
Bosque de arrayanes.

Bariloche se encuentra en el área de transición entre la estepa patagónica y la selva valdiviana, por lo tanto es rica en variedad de especies autóctonas, de las cuales la siguiente es una lista incompleta:
- Fitzroya cupressoides, Alerce
- Drimys winteri, Canelo
- Lomatia hirsuta, Radal
- Nothofagus nervosa, Raulí
- Nothofagus dombeyi, Coihue
- Nothofagus betuloides, Coihue de Magallanes
- Nothofagus antarctica, Ñire
- Nothofagus pumilio, Lenga
- Nothofagus obliqua, Roble Pellín
- Chusquea culeou, Caña Colihue
- Maytenus boaria, Maitén
- Austrocedrus chilensis, Ciprés
- Luma apiculata, Arrayán
- Embothrium coccineum, Notro
- Araucaria araucana, Araucaria
- Gevuina avellana, Avellano
- Alstroemeria aurea, Amancay
- Fuchsia magellanica, Chilco

### Medio ambiente

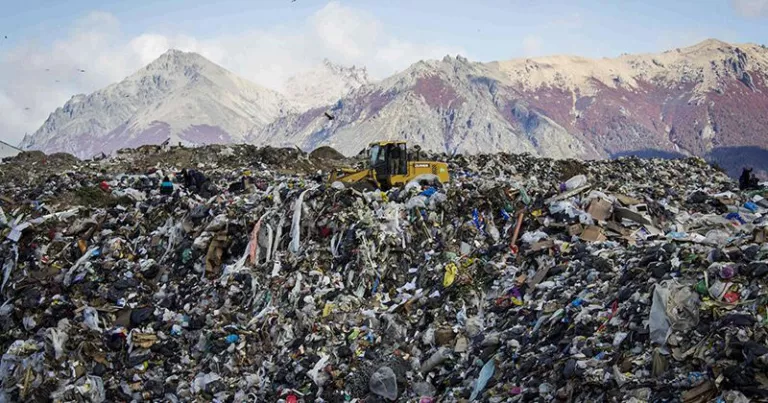
Vertedero municipal Bariloche.

La ciudad de Bariloche tiene uno de los cincuenta vertederos más peligrosos para el medio ambiente del mundo. Así lo indicó  un informe que fue realizado por la organización ambientalista International Solid Waste Association (ISWA), con sede en Austria.
El pedido del traslado del basural de Bariloche, ubicado sobre la ruta 40 sur fue quedando cercado por barrios con gran densidad de población, ya es histórico. A la situación de colapso ambiental, se sumó la situación desesperante de gran cantidad de personas que concurren a diario al basural en busca de comida o abrigo. Los incendios, además, en diversos sectores del vertedero también se volvieron recurrentes, afectando no solo a quienes trabajan en el basural sino también a los barrios más cercanos, sin hablar de los bosques que lo rodean, la fauna que los habita, y el agua que se deposita en napas que terminan en el lago del cual extraen el agua que beben los habitantes del lugar.

## Demografía
Por su población, Bariloche es relevante en varios aspectos: es la ciudad más poblada de la provincia de Río Negro y es el tercer aglomerado de la Patagonia argentina, siendo sólo superado por Neuquén - Plottier - Cipolletti y Comodoro Rivadavia-Rada Tilly. Además es la segunda ciudad argentina cuya principal actividad es el turismo (después de Mar del Plata) 

### Municipio
La población del municipio es 135 755 habitantes según el censo 2022. Además, contó con 57915 viviendas relevadas.
| Evolución de la población del municipio.     |
|                                              |
| Fuentes: INDEC. 1991: 2001-1991: 2010: 2002. |

### Localidades
El municipio de San Carlos de Bariloche tiene 5 aglomeraciones de población: la aglomeración principal (San Carlos de Bariloche) y 4 barrios suficientemente separados de esta como para constituir una localidad diferenciada desde el punto de vista del censo: Arelauquen, Barrio El Pilar, Colonia Suiza, Villa Catedral y Villa Los Coihues. Además existe una cantidad de población rural dispersa.
| Evolución de la población de la localidad.                         |
|                                                                    |
| Fuentes: INDEC. 1947: 1970-1960: 1980-1970: 1991: 2001-1991: 2010: |

Asimismo, históricamente, en Bariloche ha vivido una notable comunidad alemana, así como otras comunidades europeas, como la austríaca e italiana, entre otras. Entre las comunidades de origen americano destaca la chilena, muchos de cuyos miembros tenían también orígenes germánicos. También existe población de origen aborigen, principalmente mapuche.

### Barrios
Entre sus barrios figuran el Barrio Belgrano, Barrio Belgrano Sudeste, Jardín Botánico, Melipal y Playa Bonita. Otros barrios cercanos al centro, en la zona de montaña, son Villa Lago Gutiérrez, Lomas del Cauquén, Valle Azul, Reina Mora, Villa los Coihues, ubicados en la Pampa de Huenuleo, con impresionantes vistas al Lago Gutiérrez y a los cerros Catedral, Ventana, Challhuaco, Carbón, Otto, Ñireco, entre otros. 
Además de su ubicación, también son excelentes puntos panorámicos y dentro de estos se pueden encontrar shoppings, capillas, supermercados, hosterías, albergues, departamentos y colegios como Integral Vuriloche, Don Bosco, Primo Capraro, Woodville, Castex, Escuela N.º 16, y C.E.M 99. 
Zona de los kilómetros: Casa de Piedra (Ruca-Cura), Villa Don Orione, Las Vertientes, Los Maitenes, Villa Los Coihues, Villa Lago Gutiérrez, Villa Nahuel Malal, Pinar del Lago, Pinar de Festa, Península San Pedro, Cerro Chico, Melipal, La Cascada, Los Cipresales, Carihue, El Faldeo, Los Retamos, El Mirador, Virgen Misionera, Peumayén, Villa Catedral, Rancho Grande, San Ignacio del Cerro, parque Lago Moreno, Jockey Club, Gastronómico (2 de agosto), Covibar.
Zona centro: Belgrano, Belgrano Sudeste, Jardín Botánico, 10 de Diciembre, Parques Nacionales, Las Margaritas, Ñireco, Las Quintas (donde se encuentra el cuartel central de Bomberos Voluntarios).
Zona Sur: La Cumbre, 400 Viviendas, Sara María Furman, Levalle, El Frutillar, Arrayanes, Omega, Islas Malvinas, Maitén, Quimey Hue, El Progreso, 28 de abril, Coop 258, Unión, Pilar 1, Pilar 2 y 3, Vivero; Nahuel Hue; 2 de abril, 60 Viviendas, 400 Viviendas y Vuriloche. Limita al norte con la Avenida Brown, al este con la Avenida Esandi, al sur con la Avenida de Circunvalación, al Suroeste con la base del cerro Carbón y al oeste con Valle Azul.
Zona Oeste: Villa Lago Gutiérrez, Reina Mora, Entre Cerros, Valle Azul, Lomas del Cauquén, Arelauquen Golf & Country Club, Villa los Coihues
Zona Este: Las Victorias, Aldea del Este, La Colina, San Francisco, Villaverde, El Cóndor, Altos del Cóndor, Lomas de Monteverde y Las Chacras.

## Economía

### Turismo

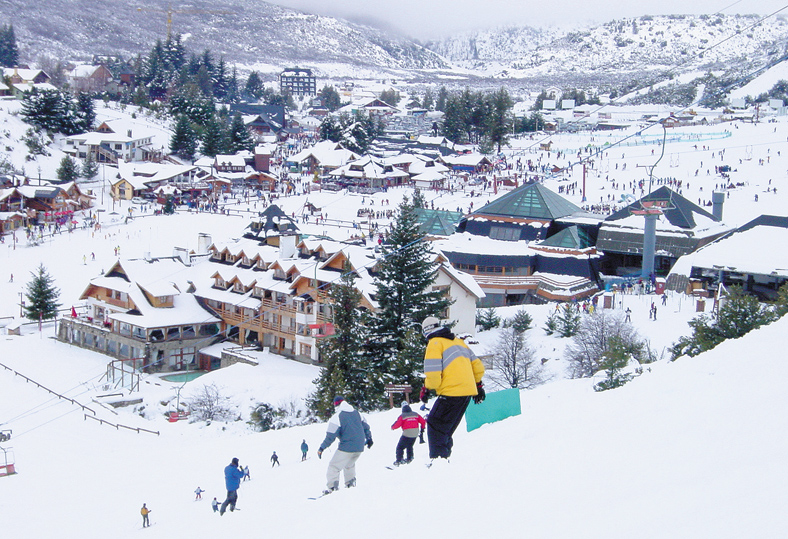
Cerro Catedral, uno de los centros de esquí más grandes de Sudamérica.

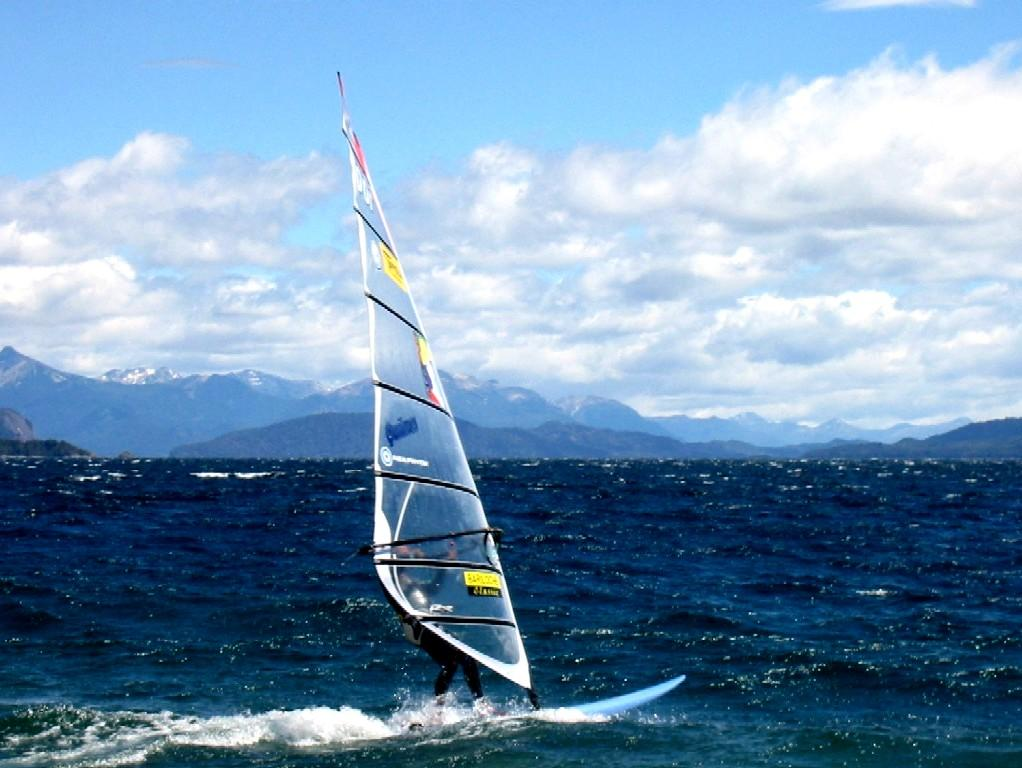
Windsurfing en el lago Nahuel Huapi.

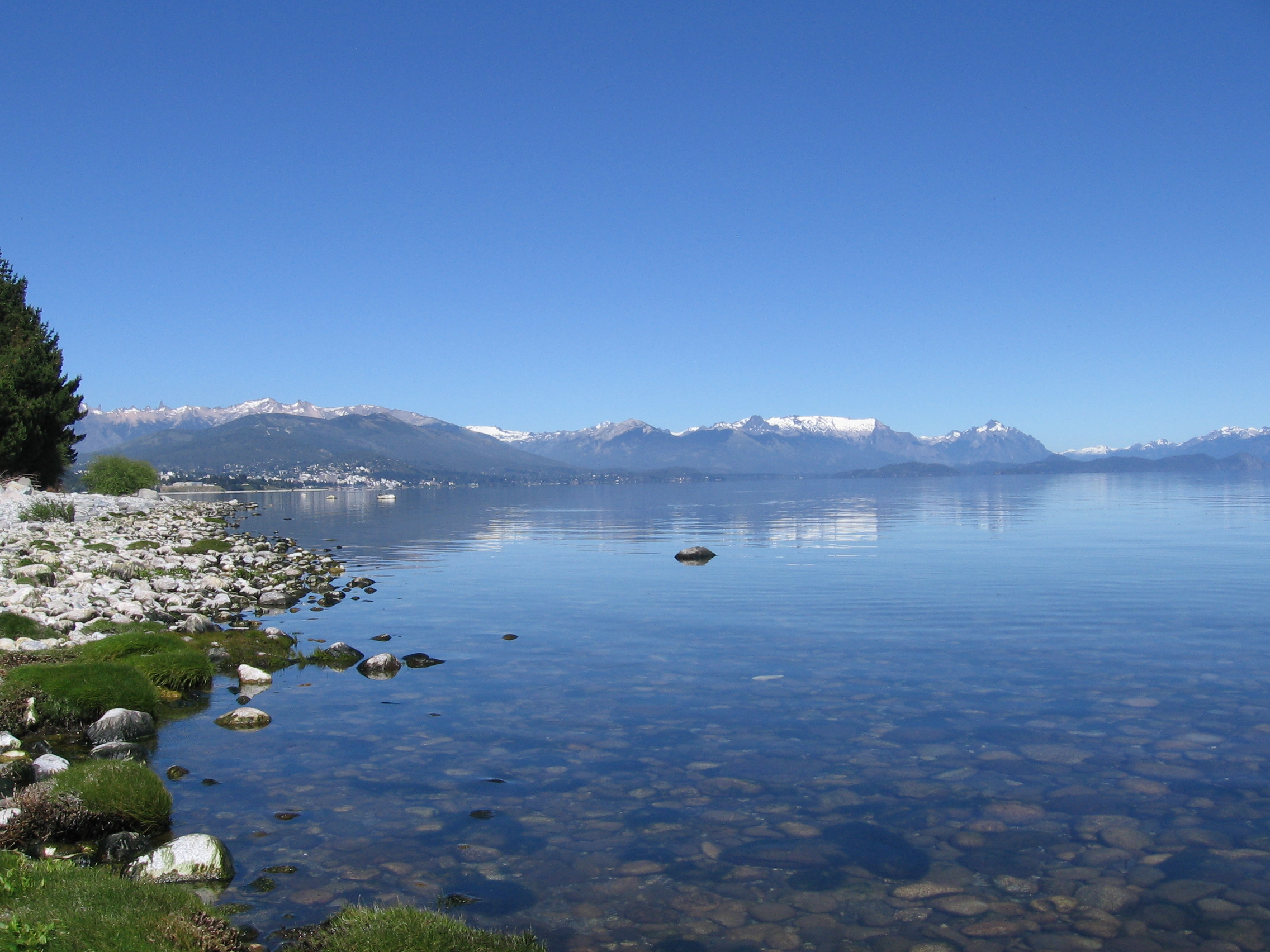
Vista panorámica desde la ciudad con el lago Nahuel Huapi.

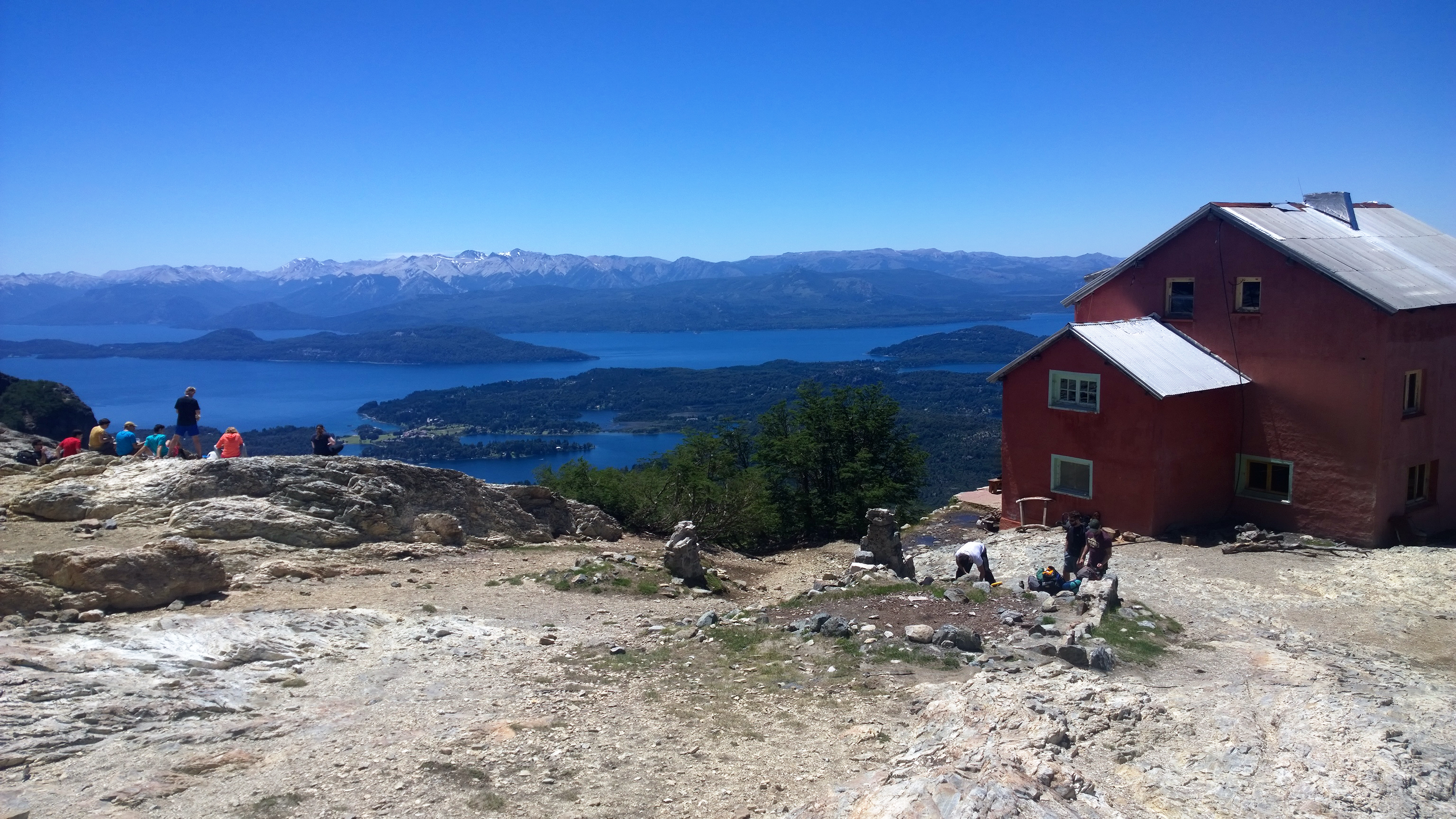
Vista desde el refugio del Cerro López.

El turismo es la principal actividad económica de la ciudad. Por sus características geográficas, existen actividades que se desarrollan durante los meses de verano y otras propias del invierno. La ciudad está emplazada en el centro del parque nacional Nahuel Huapi y es la puerta de acceso (por vía acuática) del parque nacional Los Arrayanes, que protege un estimado bosque de arrayanes. Una serie de catamaranes especialmente acondicionados permiten realizar paseos y excursiones lacustres por el lago Nahuel Huapi.
Recibe anualmente turismo nacional e internacional, que se deleita en las múltiples actividades que ofrece esta ciudad al borde del lago Nahuel Huapi. El centro de esquí más importante de Argentina es el del cerro Catedral, ubicado a 20 km de San Carlos de Bariloche. Otro centro de esquí es el de cerro Otto, donde se practica esquí nórdico, también conocido como esquí de fondo o cross country.
Dentro del circuito turístico obligado se encuentra la visita al cerro Tronador pasando por el lago Mascardi, por el cual pueden realizarse paseos lacustres, y visitando el glaciar ventisquero Negro en su base. También es posible ascender hasta la cima del cerro Tronador, pernoctando en el camino en un refugio de montaña.
Los paseos por el lago Nahuel Huapi se inician en Puerto Pañuelo. Este pequeño puerto está ubicado muy cerca del Hotel Llao Llao, y cuenta con uno de los mejores paisajes de la zona.
El circuito denominado «cruce de los lagos» permite enlazar la ciudad de Puerto Varas en Chile con Bariloche mediante un recorrido en el que se alternan recorridos por agua y por tierra: se viaja hasta Puerto Blest, un sitio ubicado en pleno parque nacional, donde se puede pernoctar en una hostería, lejos de todo. Luego, en bus, se continúa el viaje hasta Puerto Alegre, donde se embarca en el barco Caleuche para navegar el lago Frías, encajonado entre montañas y de un increíble color verde. En Puerto Frías se hacen los trámites de migración y el viaje continúa hacia el oeste por Chile, donde posteriormente se navega por el Lago Todos los Santos.
El agua de los ríos y lagos es fría en toda época debido al deshielo, no obstante durante los meses de verano, incluso en marzo, mucha gente acude a las playas soleadas del Nahuel Huapi como: Bonita, Serena y los lagos Moreno y Gutiérrez, e incluso disfrutan de un baño. En los lagos y ríos de la región se practican actividades recreativas como velerismo, canotaje, rafting y pesca con mosca. Además, hay varios circuitos de excursiones equinas, como Piedras Blancas.
Es de destacar la extensa red de picadas y refugios de montaña que recorren sus paisajes y permiten conocer lagos, montañas y glaciares. Existen itinerarios para todos los niveles, comenzando por sendas de pocos cientos de metros bajo centenarios coihues, hasta picadas de alta montaña, recomendadas solo para expertos. Los montañistas de la zona están agrupados en el Club Andino Bariloche, que brinda información a turistas y residentes.
Durante el año se realizan dos importantes fiestas. Una de ellas es la Fiesta Nacional de la Nieve, que generalmente se realiza al iniciar la temporada de invierno (entre junio o julio), y la otra es la Fiesta del Chocolate, que se realiza cada año durante Semana Santa.

Bariloche también es el principal centro turístico estudiantil del país, ya que allí se realizan los viajes de egresados de los jóvenes que finalizan la secundaria. 

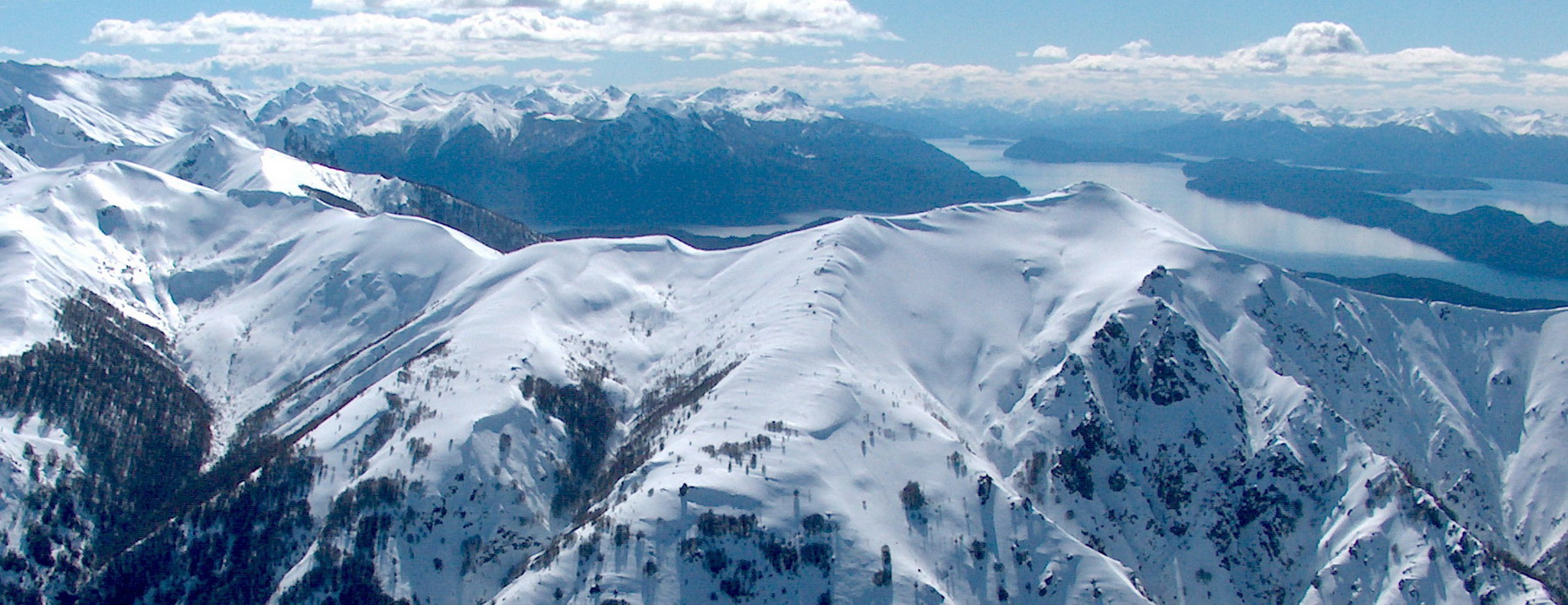
Desde arriba, cerro Bellavista, lago Nahuel Huapi y los Andes.

#### Récord
En 2014, vecinos de la ciudad fabricaron la barra de chocolate más grande del mundo, con 130 metros de largo y 800 kg de peso. Además, la ciudad cuenta con el récord del huevo de Pascua más grande del mundo, hecho con 8000 kg de chocolate en el año 2015. Para 2016, la ciudad vuelve a superarse y fabrica la barra de chocolate más grande del mundo, con 150,5 metros y para el año 2017 la barra de chocolate fue de 200 metros, utilizando 1500 kilos de chocolate y 400 de frutas secas.

### Turismo de aventura

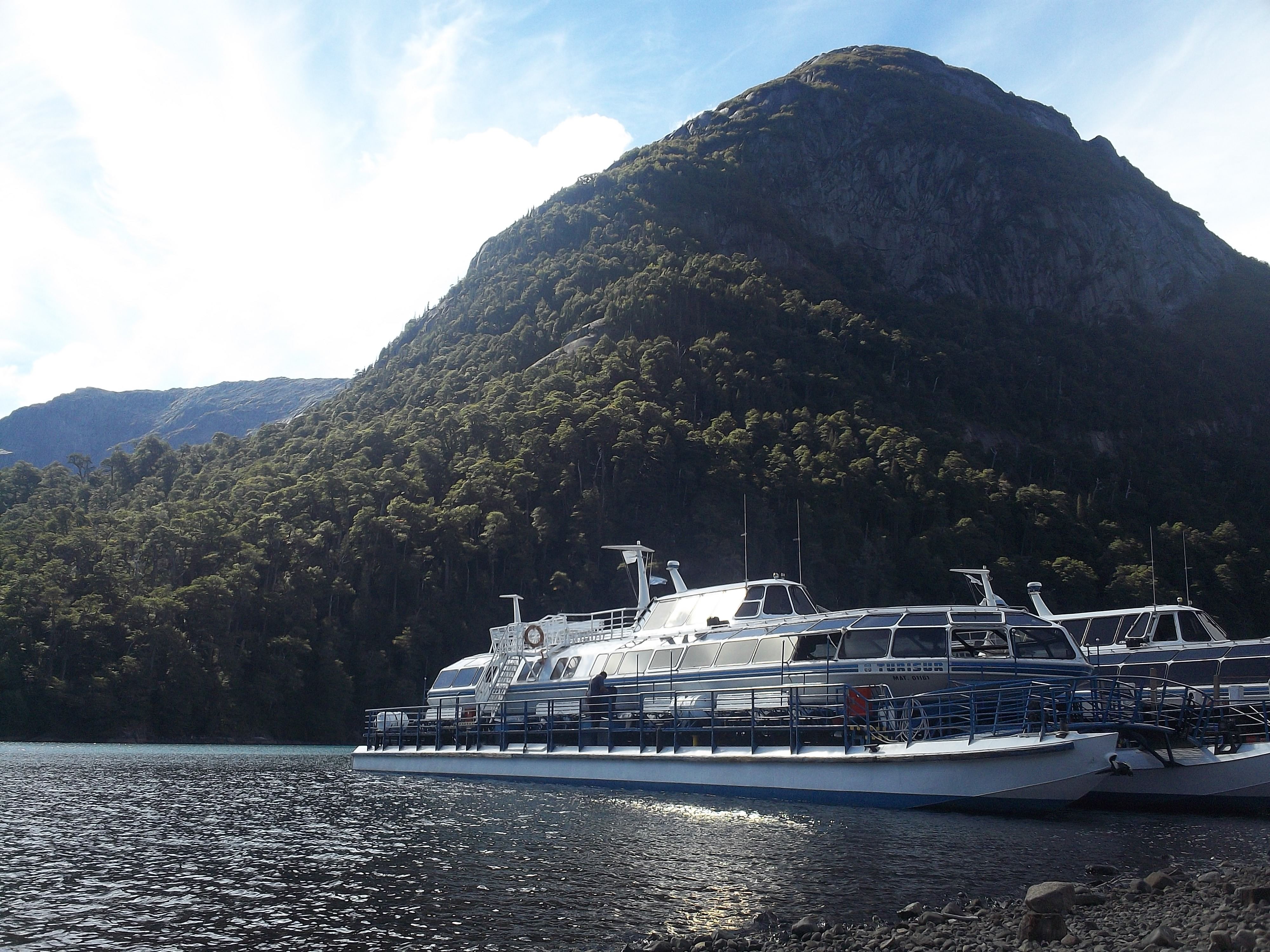
Puerto Blest, en San Carlos de Bariloche, Río Negro

El 28 de noviembre de 2012 el Congreso Nacional Argentino declara a Bariloche «Capital Nacional del Turismo Aventura».
Bariloche fue sede de numerosas carreras de aventura, como las dos más importantes en su tipo: la estadounidense Discovery Channel Eco Challenge en el año 1999 y la francesa Raid Gauloises en 1995, transformándose en la primera ciudad en el mundo en albergar este tipo de eventos deportivos. También fue escenario de otros eventos del país, como el Eco Peugeot, Salomon Adventure Race, Cruce de los Andes, El Triatlón escape de la Isla Huemul, el Bariloche Classic Windsurf + Kitesurf, la Carrera de los 4 Refugios, el Triatlón del Cerro Catedral, el Campeonato Patagónico de Enduro, la Media Maratón Bariloche Llao Llao 21 K, y las primeras competencias de Argentina y Sudamérica de esquí de montaña como el Vertical Race y el Open Sudamericano.[cita requerida]
En la ciudad también se desarrollaron los primeros Congresos de Montañismo en la década de 1960, siendo por esto pioneros en los Cursos de Rescate y Medicina de Montaña del país y también de Sudamérica.[cita requerida]

## Arquitectura y urbanismo

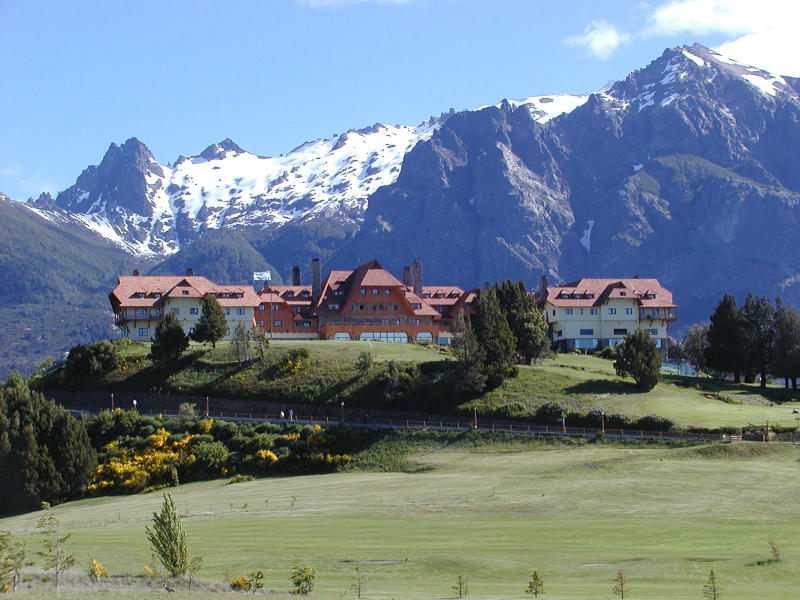
Paisaje de los alrededores de Bariloche: Hotel Llao Llao.

En sus orígenes la mayoría de las construcciones eran de madera, siguiendo estilos de construcción inspirados en diseños alpinos y europeos similares, introducidos por inmigrantes de origen suizo, al igual que en la zona del Lago Llanquihue en Chile.
El estilo constructivo es parte del legado histórico de la ciudad y perdura hasta el presente. Un aserradero propiedad de Primo Capraro (italiano oriundo de la ciudad de Belluno) ubicado en el predio ocupado actualmente por el centro cívico sobre el Arroyo sin nombre era uno de los principales proveedores de materia prima para la construcción.
Entre 1935 y 1940, la Dirección de Parques Nacionales realizó una serie de obras y edificios, embelleciendo y caracterizando con dicha arquitectura la ciudad. Algunas de ellas son el centro cívico, proyecto del arquitecto Ernesto De Estrada, que albergaba a la biblioteca con un teatro, el Museo de la Patagonia, el edificio de la Municipalidad con su torre con reloj, la oficina de correos y telégrafos, la policía y la aduana. También se destacan la Catedral de Bariloche, el Hotel Llao Llao y la Capilla San Eduardo, entre otros proyectados por el arquitecto Alejandro Bustillo.
El estilo que tenía la ciudad se ha ido perdiendo poco a poco, ya que se han construido edificaciones de gran tamaño y de varias plantas, en las que se dejan de usar la madera, la caída a dos aguas y los revestimientos de piedra. Es habitual observar edificaciones con losa en el techo y con revoque común.

## Infraestructura

### Transporte

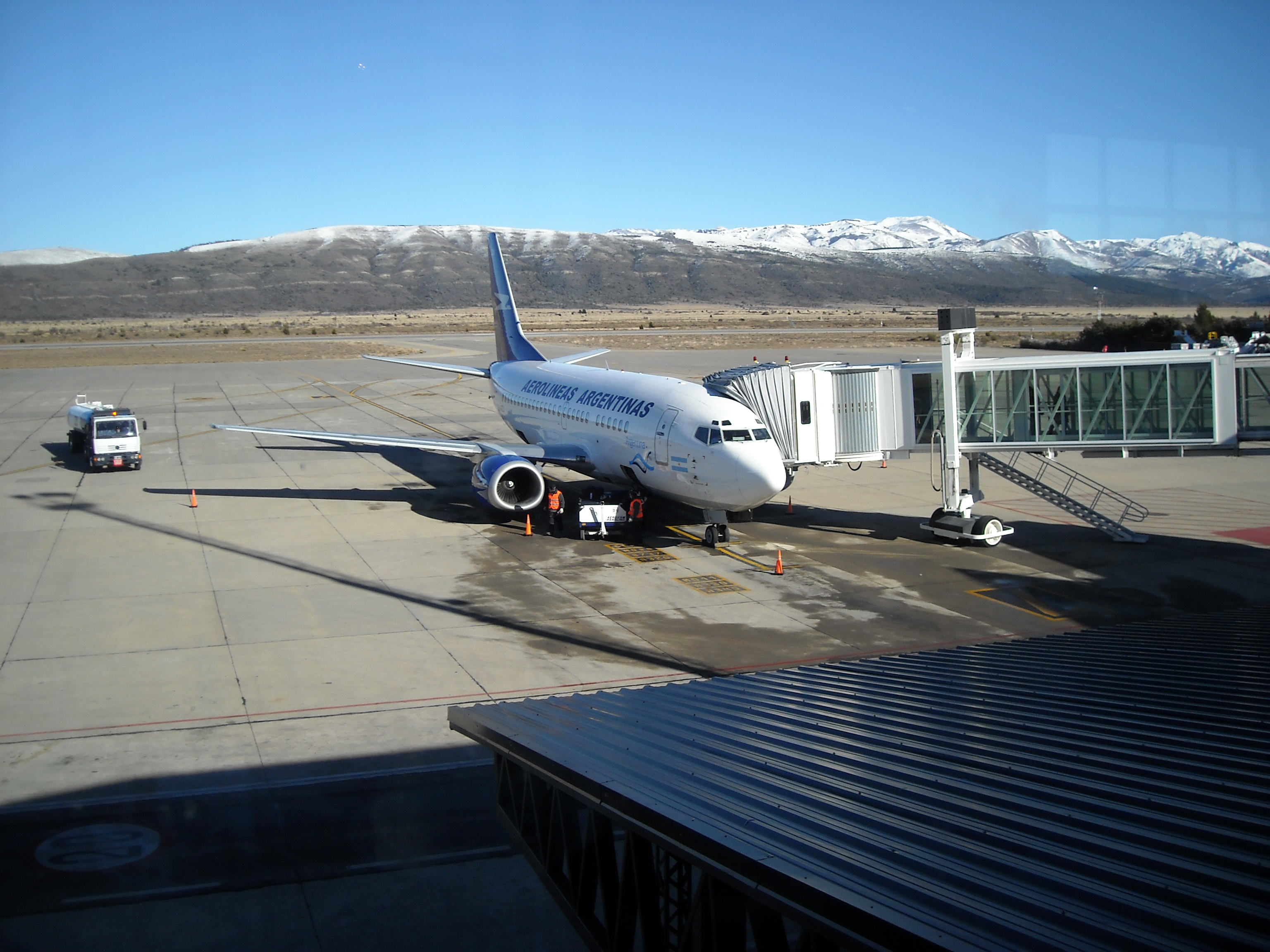
Aeropuerto de Bariloche.

La ciudad de Bariloche cuenta con el Aeropuerto Internacional Teniente Luis Candelaria, el cual está equipado para recibir aviones de todo tipo. Las principales líneas aéreas nacionales como Aerolíneas Argentinas, LATAM, Andes Líneas Aéreas y LADE hacen vuelos regulares, así como varias líneas aéreas internacionales de países cercanos, que se incrementan en la época de esquí, y tienen sus picos más altos durante los meses de julio y agosto.
También se puede llegar a Bariloche en ómnibus y autos particulares. La principal vía terrestre desde el Norte es la RN 40 (ex 237) que ingresa desde Neuquén y que conecta a través del sistema argentino de rutas con Buenos Aires y el resto de la Argentina. Otras opciones son, desde el Este, por la Ruta Provincial 23 (asfaltada parcialmente), surcando la línea sur patagónica, o desde el Sur por la RN 40, viniendo desde la localidad de El Bolsón. Actualmente, la ruta RN 2455 (desde Collón Curá) y la ruta 258 forman parte de la RN 40; las ex rutas 237 y 258 se unen por la Av. de Circunvalación al norte de la ciudad. 
No es posible viajar directamente en tren desde Buenos Aires a Bariloche, pero existen muchas opciones para hacer la mayor parte del recorrido. Se puede llegar desde Buenos Aires tomando el tren a Bahía Blanca, este viaje dura 13 horas. En Bahía Blanca habrá que tomar otro tren hasta Viedma, con una duración de otras 4 horas para finalmente en Viedma tomar el Tren Patagónico.
El Tren Patagónico conecta a Bariloche con la ciudad de Viedma, a unos 800 km al este, emplazada sobre la ribera del río Negro y el viaje tiene una duración de 19 horas.

#### Transporte interno

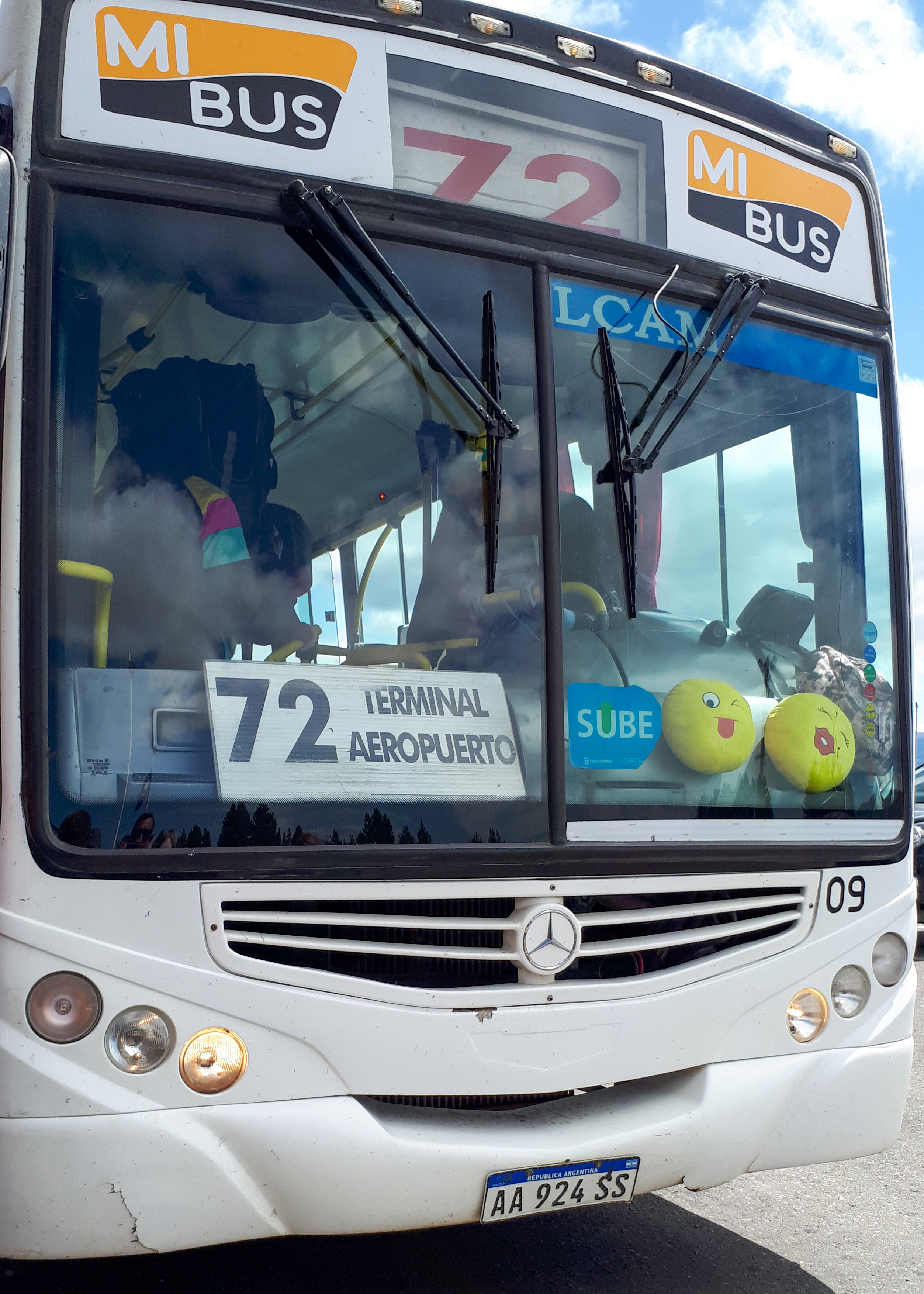
Colectivo local de Bariloche

Dentro de la ciudad trabaja una única empresas de colectivos de transporte masivo: Mibus, la cual opera con la tarjeta SUBE. También recorre parte de la ciudad la empresa Las Grutas, que conecta Bariloche con Dina Huapi; esta línea opera con su propia tarjeta.

### Energía
Represa Embalse de Alicurá

### Medios de comunicación
La ciudad cuenta con varias frecuencias de radio FM, algunas de ellas con programación exclusivamente local como FM Bariloche 89.1 y otras retransmisoras de las radios de Buenos Aires (entre ellas Radio Seis). En AM, la única radio disponible es LRA 30 Radio Nacional.
Circulan varios diarios locales: El Cordillerano, El Ciudadano, DeBariloche, BarilocheOpina.com, Bariloche2000.com; los últimos tres disponibles en Internet. También se distribuye el diario regional Río Negro y otros nacionales.
Existe un canal de televisión, el Canal 6.

## Distancias desde la ciudad de San Carlos de Bariloche
Destinos nacionales:
- Dina Huapi, RN - (15 km por ruta)
- Villa La Angostura, NQ - (80 km por ruta)
- El Bolsón, RN - (120 km por ruta)
- Neuquén, NQ - (360 km en línea recta, 414 km por ruta)
- Bahía Blanca, BA - (817 km en línea recta, 946 km por ruta)
- Mendoza, MZ - (939 km en línea recta, 1.218 km por ruta)
- Ciudad Autónoma de Buenos Aires - (1.345 km en línea recta, 1.550 km por ruta)
- Córdoba, CB - (1250 km en línea recta, 1.558 km por ruta)
- Rosario, SF - (1.310 km en línea recta, 1.630 km por ruta)
- Ushuaia, TF - (1.501 km en línea recta, 2100 km por ruta, aprox.)
- San Miguel de Tucumán, TM - (1.682 km en línea recta, 2.126 km por ruta)
- Salta, SA - (1.933 km en línea recta, 2.427 km por ruta)

Destinos internacionales:
- Puyehue, Chile - (119 km en línea recta, 196 km por ruta)
- Osorno, Chile - (164 km en línea recta, 244 km por ruta)
- Puerto Montt, Chile - (142 km en línea recta, 320 km por ruta)
- Valdivia, Chile - (219 km en línea recta, 350 km por ruta)
- Santiago, Chile - (857 km en línea recta, 1169 km por ruta)
- Montevideo, Uruguay - (1497 km en línea recta, 1812 km por ruta)
- São Paulo, Brasil - (3011 km en línea recta, 3680 km por ruta)

## Cultura

### Música
Son de destacar las actividades que desarrolla el Camping Musical Bariloche, que en los veranos realiza actividades de capacitación y perfeccionamiento para músicos, con la participación de renombrados maestros internacionales.[cita requerida]
En Bariloche nació el conjunto de música de cámara Camerata Bariloche, que ha alcanzado reconocimiento y prestigio internacional. Desde 1993 se realiza anualmente la Semana Musical Llao Llao, que cuenta con la participación de prestigiosos músicos e intérpretes.
La ciudad cuenta con una intensa actividad coral, llevada adelante por:[cita requerida]
- El Coro Niños y Jóvenes Cantores de Bariloche
- El Coro Juvenil Municipal
- El coro de niños de la Escuela Municipal de Arte «La Llave»
- El Coral Melipal
- El Coro Ruso Likui de Música Litúrgica
- También se encuentran dentro de la actividad coral barilochense muchos coros vocacionales de adultos. Algunos de ellos son: el Coro Empinar, el Coral Woodville, el Coro de Cámara Patagonia y el Taller Coral Municipal de Adultos.

Desde el año 2010 el grupo de música La Maroma Bariloche lleva a cabo espectáculos para niños y grandes con canciones especialmente escritas y compuestas sobre la flora y fauna autóctona de nuestra región andino patagónica, con variados ritmos folklóricos argentinos.
Dentro de lo que es la música a capella, Bariloche cuenta con uno de los pocos cuartetos del estilo Barbershop que hay en Argentina y Latinoamérica, conocido como The Barbershop Bariloche.
Los compositores Alberto Rojo y Dimitri Agüero hicieron sus estudios en el Instituto Balseiro.

### Artes plásticas
Existe actividad de pintores, ceramistas y artesanos. La ciudad cuenta con una escuela municipal de arte llamada «La Llave».[cita requerida]

## Nahuelito
Nahuelito es una supuesta criatura acuática desconocida que, según la creencia popular, habita en las aguas del lago Nahuel Huapi. Pertenece al grupo de reptiles marinos, los plesiosauros, que habitaron en la Tierra hace 65 millones de años, con la característica de un cuerpo con forma de barril de un color marrón oscuro, con aletas, un cuello entre 5 o 6 metros y una cabeza pequeña, los cuales se alimentaban de peces.

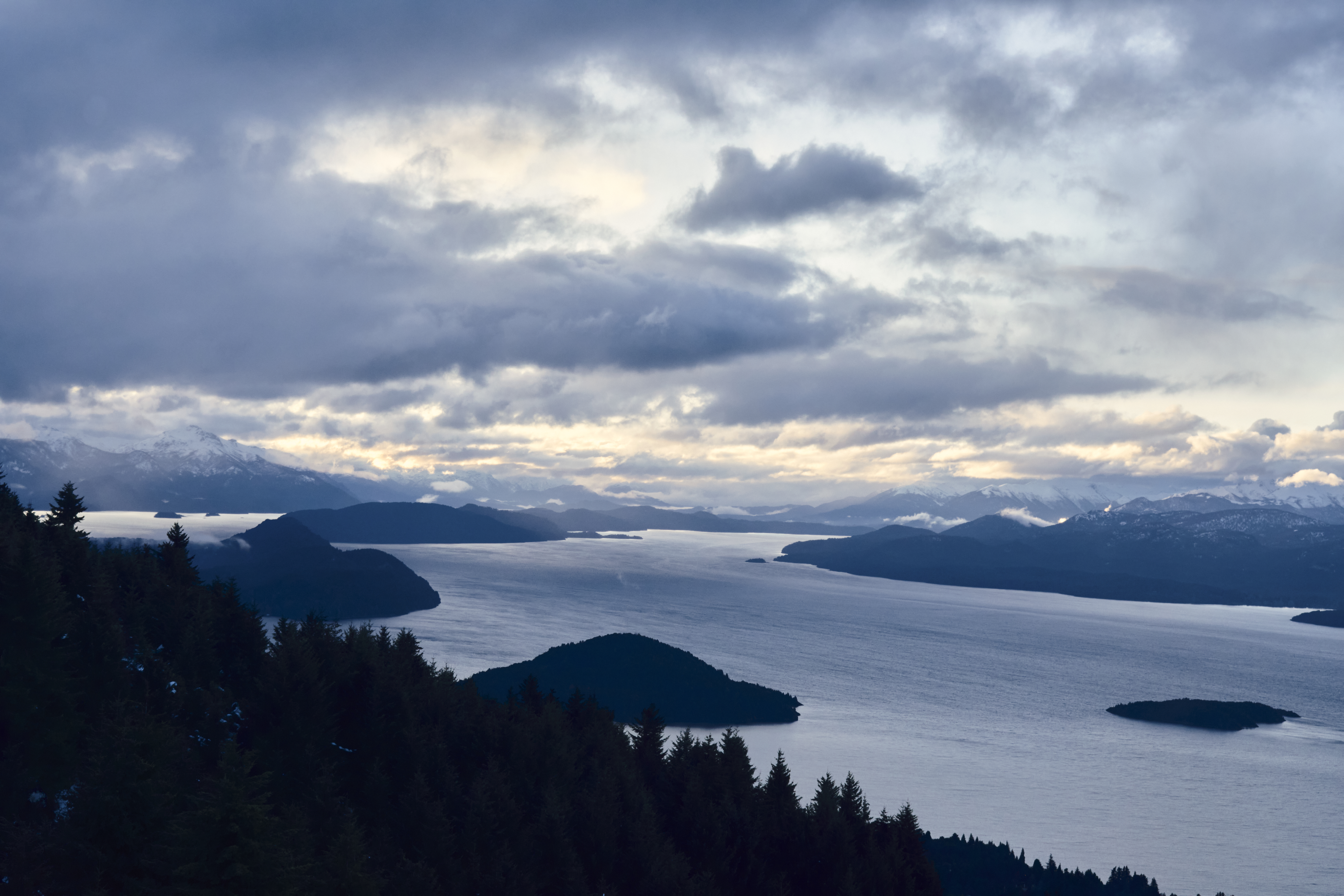
Lago Nahuel Huapi visto desde el Cerro Otto

### Historia
Después de varios meses sin tener éxito, tanto en el lago Epuyén como en el Nahuel Huapi, Clemente Onelli regresó a Buenos Aires y es allí cuando desde Bariloche le llega el antecedente: “El plesiosauro había sido capturado”. Impactó fuertemente la noticia en distintos medios nacionales e internacionales. Pero en realidad había sido una broma de Primo Capraro, empresario de Bariloche, quien en el carnaval del año 1922 armó una carroza con la figura de un plesiosauro haciéndola desfilar por las calles del pueblo, como una estrategia publicitaria.

### Registros recientes
Uno de los registros es de la Prefectura Naval, donde se le solicitó a dos buzos realizar trabajos en las profundidades del lago, y cuando subieron se negaron a volver a bajar por lo que habían visto. «Los buzos de Prefectura informaron que vieron peces con la forma de mantarrayas», según los informes oficiales.
Melisa Reinhold, periodista que se encontraba a las orillas del lago el 21 de febrero de 2020, escuchó un ruido en el agua que le llamó la atención y vio algo que la dejó sin palabras. Como tenía cerca su cámara de fotos, tomó una imagen. «Sé lo que vi, estoy segura que fue un ser vivo por el movimiento y el ruido que hizo. Salió, se asomó y se volvió a meter al agua», aseguró.
El 23 de enero de 2020 pescadores locales que se encontraban en la zona del puerto Elma, en Villa la Angostura, vivieron un acontecimiento extraño, ya que notaron que algo se movía en el agua y de inmediato filmaron el hecho. En la filmación se puede escuchar «Se ve como una aleta ¿no?», y alguien agrega: «No sé qué es, pero parece algo muy grande, se veían como unas escamas, yo llegué a ver hasta tres aletas salidas para afuera”.

### Producciones
- El plesiosauro, un tango con letra de Amilcar Morbidelli de 1922, que le dedicó a Rafael D'Agostino.[56]
- Bajo superficie, de Miguel Ángel Rossi, película que no solo investiga el mito de Nahuelito, sino que relata sucesos y la cultura de un pueblo hasta la actualidad que se transformó en una ciudad que es visitada por el mundo.[57]

## Educación
Con respecto a la educación universitaria, la ciudad cuenta con la presencia de la Universidad Nacional de Río Negro, la Universidad Nacional del Comahue, la Universidad Tecnológica Nacional - Extensión Áulica Bariloche y el Instituto Balseiro. Por otro lado, se encuentran la Universidad Empresarial Siglo 21, la Universidad Católica de Salta y la Universidad Blas Pascal con sus carreras a distancia, además de la Universidad FASTA.

### Recreación
Existen numerosos estadios y gimnasios cubiertos que permiten la práctica de deportes a lo largo de todo el año.
La ciudad de Bariloche cuenta con tres campos de golf, siendo el más antiguo el que se ubica en el Hotel Llao Llao (18 hoyos); también están el Arelauquen Golf & Country Club (18 hoyos) y otro de 9 hoyos en el km 15 del camino al Llao Llao.
Existen piscinas de natación cubiertas en los clubes Pehuenes y Piletas del Nahuel. También están las aerosillas para subir al cerro Campanario o también al cerro Otto. En el cerro Otto hay una confitería giratoria.[cita requerida]
La ciudad fue elegida como el segundo destino mundial de esquí.
Actualmente, el Club Deportivo Cruz del Sur y la Asociación Puerto Moreno de Bariloche compiten en el Torneo Transición Regional Federal Amateur 2020-21 de fútbol, cuarta categoría del fútbol argentino.

## Gobierno y política
La ciudad está administrada según la Carta Orgánica Municipal de Bariloche y sigue la división de tres poderes implantada en la Argentina desde el texto de la Constitución Nacional.
El poder ejecutivo Municipal de la Municipalidad de San Carlos de Bariloche, está representado por el intendente municipal, el poder legislativo por el Concejo Deliberante y el poder judicial por el Tribunal de Contralor.

## Despliegue de las Fuerzas Armadas en Bariloche
En Bariloche se encuentra la siguiente unidad de las Fuerzas Armadas:
| Unidades de la Guarnición Militar Bariloche                      | Sigla    |
| ---------------------------------------------------------------- | -------- |
| Escuela Militar de Montaña «Teniente General Juan Domingo Perón» | Ec Mil M |

## Acuerdos de hermanamiento y amistad
San Carlos de Bariloche tiene acuerdos de hermandad con las siguientes ciudades:
- Aspen, Estados Unidos
- La Masana, Andorra
- St. Moritz, Suiza
- Puerto Varas, Chile
- Osorno, Chile
- Puerto Montt, Chile
- Queenstown, Nueva Zelanda
- Zúrich, Suiza

Asimismo, Bariloche ha hecho acuerdos de amistad con las siguientes ciudades:
- Gramado, Brasil
- Belluno, Italia
- L'Aquila, Italia
- Sestriere, Italia
- Andorra la Vella, Andorra

## Ubicación geográfica
| Noroeste: Río Limay, Cordillera de los Andes, Chile, Valparaíso, Chile | Norte: Provincia de Neuquén, Lago Nahuel Huapi, Villa La Angostura |                                         |
| Oeste: Colonia Suiza, Cordillera de los Andes, Chile                   |                                                                    | Este: Pilcaniyeu, Dina Huapi, Río Limay |
| Suroeste: Cordillera de los Andes, Chile                               | Sur: Esquel, El Bolsón                                             |                                         |

## Religión
Parroquias de la Iglesia Católica 
| Diócesis        | San Carlos de Bariloche |
| --------------- | --- |
| Parroquias      | Inmaculada Concepción, María Madre de la Iglesia, Medalla Milagrosa, Nuestra Señora del Carmen, Nuestra Señora de las Nieves, San Cayetano, San Eduardo, San Francisco de Asís, Santa Clara de Asís, Santo Cristo, Virgen del Valle, Virgen Misionera, Catedral Nuestra Señora del Nahuel Huapi |
| Cuasiparroquias | Virgen de Luján (en Villa Los Coihues), Jesús el Manso (Comarca Andina, sede en San Carlos de Bariloche) |

Por su parte, es notoria la presencia de numerosas congregaciones protestantes en sus múltiples vertientes.